# Protest gegen Stuttgart 21

Anti-Stuttgart-21-Aufkleber

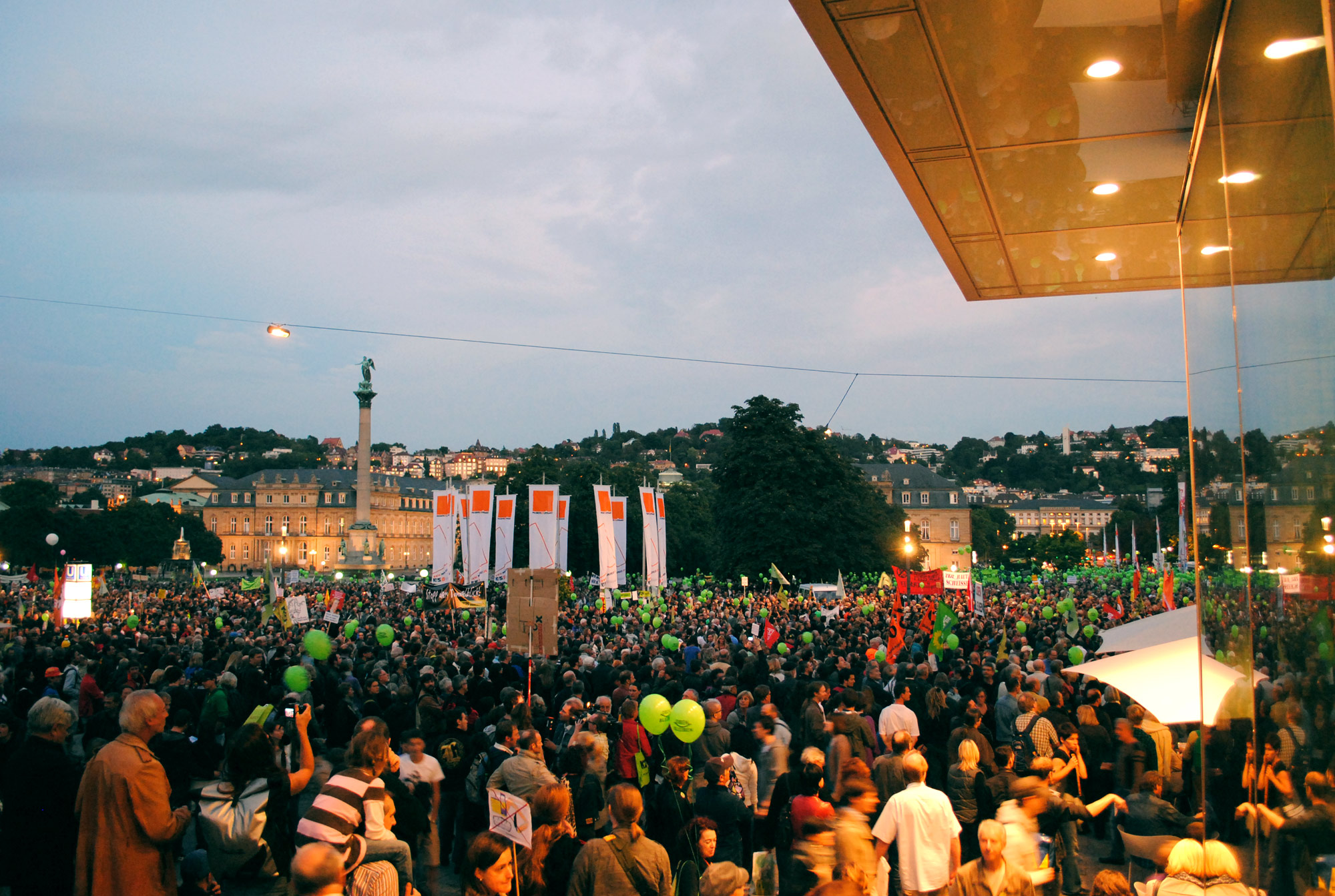
Demonstration auf dem Schloßplatz am 10. September 2010

Der Protest gegen Stuttgart 21 richtet sich gegen das Projekt Stuttgart 21 (S 21) der Deutschen Bahn, bei dem der Bahnknoten Stuttgart umgebaut wird. Unter anderem wird dabei der Stuttgarter Hauptbahnhof von einem oberirdischen Kopfbahnhof zum unterirdischen Durchgangsbahnhof umgebaut und an die Schnellfahrstrecke Stuttgart–Wendlingen angeschlossen.
Zu den Kritikpunkten zählen fehlende demokratische Legitimation und Bürgerbeteiligung, Sicherheitsmängel und erschwerter Zugang für die Reisenden, hohe Kosten und fehlende Wirtschaftlichkeit, Gefährdung der Mineralwasservorkommen, geringere Leistungsfähigkeit des neuen Hauptbahnhofs, der Denkmalschutz und planerische Mängel. Alternativkonzepte werden unter den Namen Kopfbahnhof 21 und Umstieg 21 diskutiert.
Der Protest äußert sich durch Bürgerbegehren, Petitionen, Infostände, Demonstrationen (insbesondere die wöchentlichen Montagsdemos) und gewaltfreien Protestaktionen. Es ist ein bürgerlicher Protest, an dem sich Personen mit unterschiedlichem Alter, Bildungsniveau und Berufen beteiligen. S-21-Gegner sind in einer Vielzahl von Gruppierungen und Bündnissen organisiert, von denen das Aktionsbündnis gegen Stuttgart 21 und die Parkschützer die bekanntesten sind.
Seit Beginn der Planungen von Stuttgart 21 im Jahr 1996 gibt es Proteste gegen das Projekt. Bundesweite Aufmerksamkeit erlangte die Protestbewegung im Jahr 2010 durch Großdemonstrationen mit mehreren zehntausend Bürgern und Protestaktionen sowie durch einen gewalttätigen Polizeieinsatz am 30. September 2010 im Schlossgarten, bei dem mehr als 100 friedliche Demonstranten verletzt wurden. Daraufhin fanden Schlichtungsgespräche zwischen Projektbefürwortern und -gegnern statt, die live im Internet und im Fernsehen übertragen wurden. Der Polizei-Einsatz war Hauptthema zweier Untersuchungsausschüsse des Landtags Baden-Württemberg.
Die Proteste gegen Stuttgart 21 beeinflussten den Regierungswechsel in Baden-Württemberg nach der Landtagswahl 2011 und die Wahl des ersten grünen Oberbürgermeisters einer Landeshauptstadt im Oktober 2012. Zur Befriedung des Konflikts führte die grün-rote Landesregierung am 27. November 2011 die Volksabstimmung zu Stuttgart 21 durch. Die Befriedung gelang nur teilweise.

## Ziel und Motivation

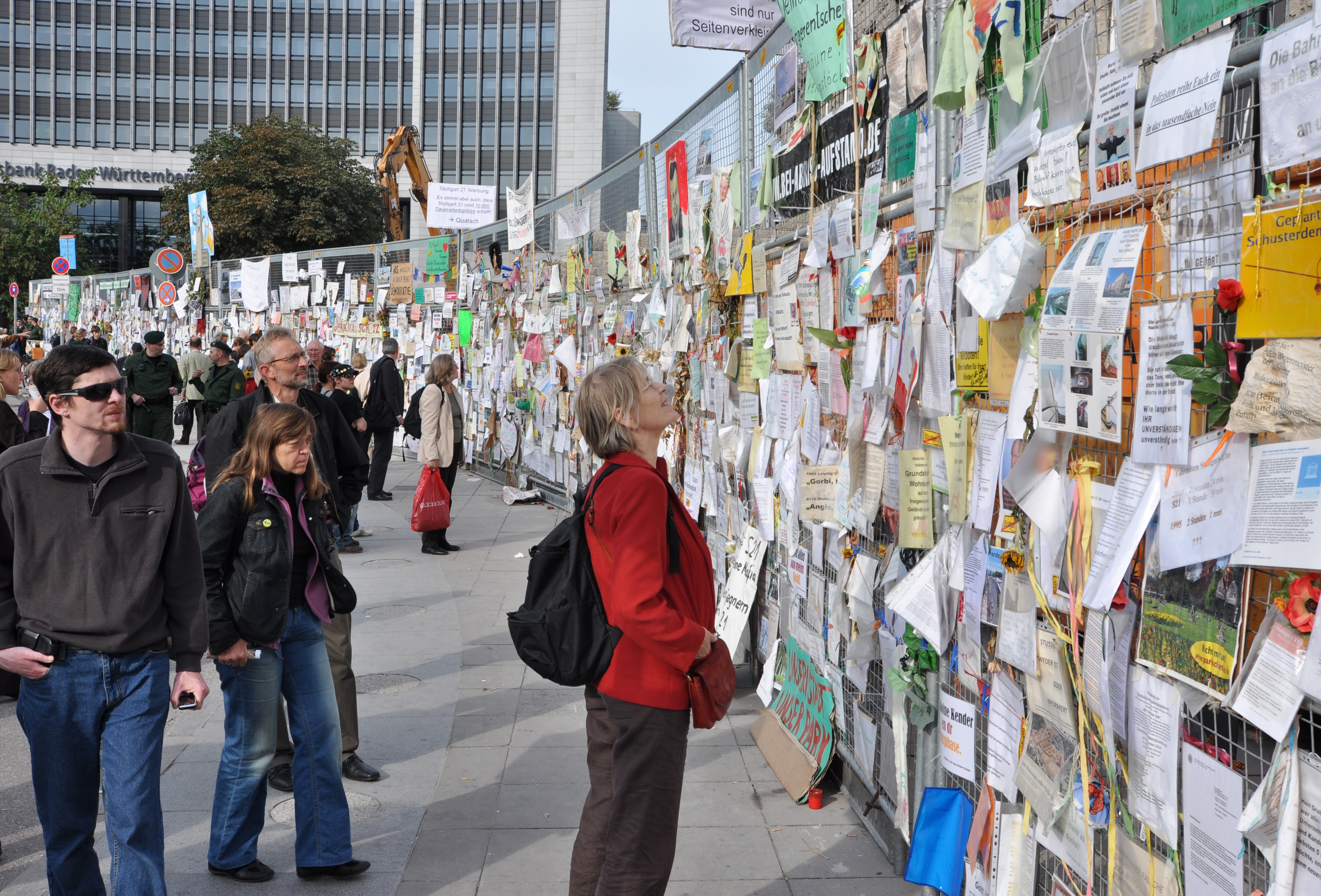
Meinungsäußerungen am Bauzaun vor dem Nordflügel des Bahnhofsgebäudes

Die Projektgegner eint das Ziel, das Projekt Stuttgart 21 zu stoppen. Es gibt mehrere Gruppierungen mit unterschiedlicher Motivation innerhalb der Protestbewegung. Kritisiert werden im Besonderen
- der Einsatz großer finanzieller Mittel, deren Verwendung für andere Verkehrsprojekte und andere gesellschaftliche Aufgaben wie Bildung und Kultur nach Ansicht von Projektgegnern sinnvoller sei,
- der Eingriff in den benachbarten Stuttgarter Schlossgarten mit seinem alten Baumbestand (siehe Stuttgart 21 – Ökologie),
- der Abriss der Seitenflügel des Hauptbahnhofsgebäudes (siehe Stuttgart Hauptbahnhof – Abriss der Seitenflügel),
- die vermutete Interessenverflechtung von Bau- und Immobilienwirtschaft sowie der Politik im Rahmen des Projektes,
- die, nach Meinung von Gegnern, rechtswidrige Finanzierung.[6]

Außerdem befürchten Gegner
- eine unzureichende Leistungsfähigkeit des neuen Bahnhofs und seiner Zuführungsstrecken v. a. auch im Falle unvorhergesehener Betriebsstörungen (siehe Stuttgart 21 – Bahnbetrieb),
- Risiken für die Stuttgarter Mineralwasservorkommen,
- Risiken für die Tunnel bzw. die Bebauung oberhalb der Tunnel, da die Tunnel durch quellfähigen Anhydrit gebohrt werden sollen (siehe Stuttgart 21 – Bautechnik und Geologie),
- dass die tatsächlichen Kosten, wie bei anderen Großprojekten der Bahn,[7] weit über den geplanten Kosten liegen werden bzw. die zukünftigen Betriebs- und Instandhaltungskosten sehr hoch sein könnten (siehe Stuttgart 21 – Kosten und Finanzierung).

Neben direkt projektbezogenen Gründen kritisierten viele der Protestierenden, dass die Öffentlichkeit von Politik und Deutscher Bahn übergangen worden sei. Vor allem die Ablehnung des Bürgerentscheids 2007 verübelten sie der Politik. Nach Ansicht der Gegner fehlte dem Projekt vor dem Volksentscheid die demokratische Legitimation, da die Kostenprognose nach der Entwurfsplanung um etwa eine Milliarde Euro angehoben wurde, die Zustimmung aller demokratisch gewählten Gremien jedoch zuvor erfolgte.

## Organisatoren und Demonstranten

Flugblatt mit geplanten Protestaktionen

Der Protest wird von einer Vielzahl von Bürgerinitiativen, Verbänden, Vereinen, Parteien, Ortsgruppen, Interessengruppen und unabhängigen Gruppen organisiert, gestaltet und unterstützt. Die bekanntesten Akteure sind das Aktionsbündnis gegen Stuttgart 21 und die Parkschützer. Während das Aktionsbündnis ein klassisches Bündnis von verschiedenen Organisationen ist, die außer dem Protest gegen S21 auch andere Ziele verfolgen, sind die Parkschützer eher eine Graswurzelbewegung, an der viele Einzelpersonen und offene Gruppen in losen Zusammenhängen teilnehmen und die auf den Protest gegen S21 fokussiert ist.
Das Aktionsbündnis gegen Stuttgart 21 wurde am 13. April 2007 gegründet. Dazu gehörten zunächst: die Bürgerinitiative Leben in Stuttgart (gegründet von Gangolf Stocker u. a.), der Bund für Umwelt und Naturschutz Deutschland (BUND), der Kreisverband Stuttgart von Bündnis 90/Die Grünen, der Fahrgastverband Pro Bahn Regionalverband Stuttgart, der Verkehrsclub Deutschland Baden-Württemberg (VCD) und das Architekturforum Baden-Württemberg.
Später stießen dazu: das parteifreie Bündnis Stuttgart Ökologisch Sozial (SÖS), Die Linke Baden-Württemberg, die Parkschützer, die Gewerkschafter gegen S21, die ArchitektInnen für K21, die Schutzgemeinschaft Filder e. V. und die SPD-Mitglieder gegen Stuttgart 21
Im Januar 2014 traten vier Gründungsmitglieder (Grüne, BUND, Pro Bahn und VCD) aus dem Aktionsbündnis aus. Der Grund für die Spaltung waren Differenzen über den Ort und Inhalt der Montagsdemo. Der Verein Leben in Stuttgart war bereits zuvor ausgetreten.
Das Aktionsbündnis besteht aus diesen Gruppierungen:
- das parteifreie Bündnis Stuttgart Ökologisch Sozial (SÖS) im Stuttgarter Gemeinderat
- Die Linke Baden-Württemberg
- die Parkschützer
- die Initiative Gewerkschafter gegen S21
- die Initiative ArchitektInnen für K21
- die Schutzgemeinschaft Filder e. V.
- die Initiative SPD-Mitglieder gegen Stuttgart 21
- das Bündnis „Bahn für alle“
- Theologinnen und Theologen gegen S21
- DIDF Stuttgart
- die Stadtteilinitiativen gegen S21[14]

Logo der Parkschützer

Parkschützer ist die Bezeichnung für S21-Gegner, die sich für den Erhalt des Mittleren Schlossgartens und des Hauptbahnhofs einsetzten. Ab November 2009 konnten auf der Internetseite www.parkschuetzer.de Personen durch ein dreistufiges „Widerstandsbarometer“ und Statements ihren Protest äußern. (1. öffentliche Ablehnungserklärung der Baumfällungen, 2. legale Demonstrationen im Ernstfall, 3. Bereitschaft zu gewaltfreiem Widerstand.) Die Seite entwickelte sich zu einer zentralen Kommunikations- und Mobilisierungsplattform, auf der über 30.000 Menschen registriert sind. Im August 2012 übernahm der neu gegründete Verein Parkschützer.de e. V. den Betrieb der Seite.
Neben den virtuellen Parkschützern, organisierte sich unabhängig von der Internetseite im Frühjahr 2010 eine Gruppe, die Aktive Parkschützer genannt wurde. Diese realisierte erste Aktionen und Maßnahmen, z. B. Parkpatrouillen, Sitzblockadetrainings und juristische Beratung für Aktivisten, Mahnwachen, kreative Protestaktionen und Demonstrationen. Die Gruppe betreibt eine eigene Webseite www.bei-abriss-aufstand.de. Die Öffentlichkeitsarbeit macht ein Team um Matthias von Herrmann.
Durch die Montagsdemonstrationen, die Internetseite der Parkschützer und die ersten konkreten Abriss- und Baumaßnahmen wuchs der Protest zu einer enorm aktiven Basisbewegung. Im Jahr 2010 gründeten sich Fach- und Interessengruppen, wie z. B. ArchitektInnen, Unternehmer oder Gewerkschafter gegen S21.
Um vor allem die Spendensammlungen und Haftungs- und Steuerfragen rechtlich abzusichern wurde im November 2010 der Verein Umkehrbar e. V., Verein zur Förderung der Zivilgesellschaft gegründet. Er versteht sich als Förderverein der Parkschützer und des Widerstands gegen S21, der Finanzmittel verwaltet und an verschiedene Gruppen verteilt.
Die Demonstranten werden sowohl von den Veranstaltern als auch von den Medien als sehr heterogen eingeschätzt. An den Demonstrationen beteiligt seien „Bürger aller Schichten und Angehörige aller Milieus“. Der Berliner Protestforscher Dieter Rucht sieht jedoch vor allem die „bürgerliche Mitte überdurchschnittlich vertreten“.
Einer Befragung des Soziologen Dieter Rucht vom Wissenschaftszentrum Berlin für Sozialforschung vom Oktober 2010 zufolge sind 62 % der Demonstranten zwischen 40 und 64 Jahren alt, 23 % der Teilnehmer sind unter 40 Jahren alt. 50 % der Befragten hatten einen Hochschulabschluss, der meistgenannte Sektor, in dem die Demonstranten arbeiten ist mit 30 % der Öffentliche Dienst. Die wichtigsten Argumente gegen Stuttgart 21 aus Sicht der Protestierenden sind zu hohe Kosten, „Profit nur auf Seiten der Banken und Baukonzerne“ und Demokratiedefizite bei der Planung des Projekts und beim Umgang mit Projektgegnern. 79 % der Teilnehmer hatte bereits vor Beginn der Demonstrationen gegen Stuttgart 21 Erfahrungen mit Protesten gemacht, 46 % hatte allerdings in den vergangenen 5 Jahren an keiner Demonstration teilgenommen. Wichtigster Informationsweg ist für 33 % der Demonstranten das persönliche Gespräch, nur für 4 % sind es soziale Netzwerke im Internet. 61 % der Teilnehmer hatten bei der Landtagswahl 2006 für die Grünen gestimmt, 77 % ordnen sich im politischen Spektrum links der Mitte ein.
Das Landesamt für Verfassungsschutz Baden-Württemberg stellte fest, dass sich zwar Linksextremisten mit der Umgestaltung des Stuttgarter Hauptbahnhofs befassen würden, um die Unzufriedenheit in der Bevölkerung mit Kritik am politischen System zu verbinden, der Protest allerdings derart bürgerlich-demokratisch dominiert sei, „dass ein spürbares Durchdringen linksextremistischer Positionen nicht feststellbar ist“.

## Meinungsumfragen
Nachdem dem Projekt zu Beginn der Planungen überwiegend Sympathie entgegengebracht wurde, ermittelten Meinungsumfragen von etwa 2005 bis 2010 wiederholt Mehrheiten gegen Stuttgart 21 in der Bevölkerung. In einer ersten repräsentativen Bürgerbefragung der Stadt Stuttgart im Jahr 1995 bewerteten 51 Prozent der 2200 befragten Bürger das Projekt Stuttgart 21 als „sehr gut“ oder „gut“ und 30 Prozent als „schlecht“ oder „sehr schlecht“. Laut einer repräsentativen Akzeptanzstudie des Instituts für Politikwissenschaft der Universität Stuttgart waren Ende 1997 noch 38 % der Stuttgarter Bevölkerung für das Projekt und 25 % dagegen; der Rest war unentschieden.
2005 wurde im Rahmen einer Bürgerumfrage in der Stadt Stuttgart ein Umschwung in der öffentlichen Meinung festgestellt. Im November 2008 ermittelte eine Umfrage der Stuttgarter Nachrichten bereits eine Ablehnungsquote von 64 Prozent.
Mitte August 2010 ermittelte eine repräsentative Umfrage im Auftrag der Stuttgarter Nachrichten eine Ablehnungsquote von 63 Prozent im Stadtgebiet – 26 Prozent befürworten demnach das Projekt, 11 Prozent waren unentschieden.
- In der Region Stuttgart befürworten 30 Prozent das Projekt, 48 Prozent lehnen es ab und 22 Prozent sind unentschieden.[25] Eine im September 2010 veröffentlichte Umfrage des Forsa-Instituts ergab ein ähnliches Meinungsbild.
- In der Stadt lehnen 67 % das Projekt ab, 30 % befürworten es und 3 % sind unentschieden.
- In Baden-Württemberg wurde eine absolute Mehrheit gegen Stuttgart 21 ermittelt: 51 % lehnen es ab, 26 % befürworten es und 23 % sind unentschieden.[29] Die Umfrage ermittelte auch, dass nach aktueller Stimmungslage Die Grünen gemeinsam mit der SPD mit jeweils 24 % die Mehrheit im Landtag stellen würden. Für 39 % der Wähler sei Stuttgart 21 maßgeblich für ihre Wahlentscheidung.[30]

In einer Umfrage von Infratest dimap vom Oktober 2010 stimmten 33 % der befragten Bundesbürger dem Projekt zu, 54 % lehnten es ab. Für einen vorübergehenden Baustopp für die Dauer von Schlichtungsgesprächen sprachen sich sogar 77 % der Befragten aus. Ein abweichendes Meinungsbild ermittelte eine Umfrage des TNS Forschungsinstituts Anfang Oktober 2010 für das Land Baden-Württemberg: 46 % der Befragten seien für das Projekt, 43 % lehnten es ab.
Während der Fachschlichtung unter Leitung von Heiner Geißler drehte sich der Trend. Der Anteil der Befürworter übertraf mit Abschluss der Schlichtung den der Gegner in Baden-Württemberg und Stuttgart – dem ermittelten Stand von Dezember 2010 nach waren 54 % der Bewohner Baden-Württembergs für die Weiterführung des Projekts und 38 % dagegen.
Auf die Frage, ob ein Weiterbetrieb und eine Modernisierung des Kopfbahnhofs angesichts einer angegebenen Kostensteigerung von 4,5 auf 6,8 Milliarden Euro gegenüber Stuttgart 21 sinnvoller sei, sprachen sich Ende Februar 2013 54 Prozent von 1500 befragten Baden-Württembergern für die Weiterführung und den Ausbau des Kopfbahnhofs und 39 für den Prozent den Bau von Stuttgart 21 aus.
Bei der Umfrage von Infratest dimap im Januar 2017 ergab sich die auffällige Konstellation, dass zwar 49 % der Befragten das Projekt für „im Großen und Ganzen“ richtig hielten, sich aber auch 63 % für die ernsthafte Prüfung einer von den Kritikern vorgeschlagenen Alternative (siehe Umstieg 21) aussprachen. Die Überschneidung dieser beiden Gruppen wurde als widersprüchlich aufgefasst.
Aufgrund unterschiedlicher Fragestellungen sind unterschiedliche Umfragen nicht miteinander vergleichbar:
| Umfrage-Veranstalter                  | Befragte                         | Datum         | Pro  | ?  | Kontra | Quelle |
| ------------------------------------- | -------------------------------- | ------------- | ---- | -- | ------ | ------ |
| Stadt Stuttgart                       |                                  | 1995          | 51   |    | 30     | [ 25 ] |
| Institut f. Politik                   |                                  | Dez. 1997     | 38   |    | 25     | [ 26 ] |
| Bürgerumfrage Stuttgart               | Stadt Stuttgart                  | Sep. 2005     | 36   | 25 | 39     | [ 37 ] |
| Emnid                                 | Baden-Württemberg                | Juni 2007     | 31   | 11 | 58     | [ 38 ] |
| Bürgerumfrage Stuttgart               | Stadt Stuttgart                  | Juli 2007     | 31   | 30 | 38     | [ 39 ] |
| Stuttgarter Nachrichten               |                                  | Apr. 2008     | 50   |    | 50     | [ 40 ] |
| Stuttgarter Nachrichten               |                                  | Nov. 2008     | 34   |    | 64     | [ 28 ] |
| Bürgerumfrage Stuttgart               | Stadt Stuttgart                  | Mai 2009      | 30   | 21 | 49     | [ 41 ] |
| Infratest dimap                       | Stadt Stuttgart                  | Juni 2009     | 38   |    | 54     | [ 42 ] |
| Emnid                                 | Baden-Württemberg                | Dez. 2009     | 38   | 4  | 58     | [ 43 ] |
| MM Research                           | Stadtgebiet Stuttgart            | Aug. 2010     | 26   | 11 | 63     | [ 25 ] |
| MM Research                           | Region Stuttgart                 | Aug. 2010     | 30   | 22 | 48     | [ 25 ] |
| Forsa                                 | Stuttgart                        | Aug. 2010     | 30   | 3  | 67     | [ 29 ] |
| Forsa                                 | Baden-Württemberg                | Aug. 2010     | 26   | 23 | 51     | [ 29 ] |
| Infratest dimap                       | Region Stuttgart                 | Sep. 2010     | 39   |    | 54     | [ 44 ] |
| Infratest dimap                       | Baden-Württemberg                | Sep. 2010     | 35   |    | 54     | [ 44 ] |
| Infratest dimap                       | Bund                             | Okt. 2010     | 33   |    | 54     | [ 31 ] |
| TNS                                   | Baden-Württemberg                | Okt. 2010     | 46   |    | 43     | [ 32 ] |
| Forschungsgruppe Wahlen               | Baden-Württemberg                | Nov. 2010     | 40   | 21 | 39     | [ 33 ] |
| Forschungsgruppe Wahlen               | Region Stuttgart                 | Nov. 2010     | 44   | 16 | 40     | [ 33 ] |
| Infratest dimap                       | Baden-Württemberg                | Nov. 2010     | 54   |    | 38     | [ 34 ] |
| Forschungsgruppe Wahlen               | Baden-Württemberg                | Feb. 2011     | 43   | 22 | 35     | [ 45 ] |
| Forschungsgruppe Wahlen               | Baden-Württemberg                | März 2011     | 37   |    | 42     | [ 46 ] |
| Infratest dimap                       | Baden-Württemberg                | März 2011     | 48   |    | 44     | [ 47 ] |
| Institut für Marktforschung Leipzig   | Baden-Württemberg                | Juli 2011     | 47   |    | 34     | [ 48 ] |
| Institut für Marktforschung Leipzig   | Stadt Stuttgart                  | Juli 2011     | 49   | 10 | 41     | [ 48 ] |
| Bürgerumfrage Stuttgart               | Stadt Stuttgart                  | Juli 2011     | 42   | 24 | 34     | [ 49 ] |
| Deutsche Bahn                         | Baden-Württemberg                | Juli 2011     | 54   |    |        | [ 50 ] |
| TNS Infratest                         | Baden-Württemberg                | Aug. 2011     | 50   | 15 | 35     | [ 51 ] |
| TNS Infratest                         | Region Stuttgart                 | Aug. 2011     | 58   |    |        | [ 51 ] |
| Infratest dimap                       | Baden-Württemberg                | Aug. 2011     | 53   |    | 32     | [ 52 ] |
| Infratest dimap                       | Baden-Württemberg                | Nov. 2011     | 37   | 30 | 33     | [ 53 ] |
| Landeszentrale für politische Bildung | Baden-Württemberg                | 28. Nov. 2011 | 58,2 |    | 41,8   | [ 54 ] |
| Institut für Marktforschung Leipzig   | Stuttgart                        | 27. Nov. 2012 | 59   | 6  | 35     | [ 55 ] |
| Institut für Marktforschung Leipzig   | Baden-Württemberg                | 27. Nov. 2012 | 66   | 10 | 23     | [ 55 ] |
| TNS Emnid                             | Baden-Württemberg                | 5. Feb. 2013  | 62   |    | 26     | [ 56 ] |
| TNS Emnid                             | Deutschland                      | 5. Feb. 2013  | 48   |    | 37     | [ 56 ] |
| TNS Emnid                             | Stuttgart                        | 24. Feb. 2013 | 40   |    | 56     | [ 57 ] |
| TNS Emnid                             | Baden-Württemberg ohne Stuttgart | 24. Feb. 2013 | 39   |    | 54     | [ 35 ] |
| TNS Emnid                             | Baden-Württemberg                | 24. Feb. 2013 | 39   |    | 54     | [ 35 ] |
| Bürgerumfrage Stuttgart               | Stadt Stuttgart                  | Aug. 2013     | 37   | 23 | 39     | [ 58 ] |
| Bürgerumfrage Stuttgart               | Stadt Stuttgart                  | Juni 2015     | 42   | 22 | 34     | [ 59 ] |
| Infratest dimap                       | Baden-Württemberg                | Jan. 2017     | 49   | 10 | 41     | [ 60 ] |
| Bürgerumfrage Stuttgart               | Stadt Stuttgart                  | Juni 2017     | 38   | 24 | 34     | [ 61 ] |
| Bürgerumfrage Stuttgart               | Stadt Stuttgart                  | Sep. 2019     | 33   | 23 | 41     | [ 62 ] |
| Institut für Demoskopie Allensbach    | Baden-Württemberg                | Dez. 2020     | 27   | 33 | 40     | [ 63 ] |

## Verlauf

### 1994–1998: Erste Protestbündnisse und Bürgerinitiativen
Auf einer kurzfristig anberaumten Pressekonferenz im April 1994 wurde die Grundidee des Projekts Stuttgart 21 erstmals vorgestellt. Der Bahnchef Heinz Dürr erklärte ein Jahr später, dass die Art der Präsentation ein gutes Beispiel dafür sei, „wie man solche Großprojekte vorstellen muss“ – in einer „überfallartigen“ Aktion. Die Gegner hätten so keine Chance gehabt, die Sache zu zerreden.
Bereits kurz nach der Bekanntmachung wies das Bündnis Umkehr Stuttgart, das aus den Umweltschutz- und Verkehrsorganisationen BUND, NABU, Landesnaturschutzverband, VCD, Pro Bahn, Naturfreunde und ADFC bestand, auf die Gefahren und Nachteile hin.
Im Jahr 1995 wurde die Initiative Leben in Stuttgart – kein Stuttgart 21 gegründet, die Unterschriften für einen Bürgerantrag sammelten, um einen Bürgerentscheid über S21 zu ermöglichen. Es gründete sich ein Verein, dessen Vorsitzender Gangolf Stocker später zu einem der bekanntesten S21-Gegner wurde.
Im Jahr 1997 führte die Stadt Stuttgart eine offene Bürgerbeteiligung zu den städtebaulichen Aspekten von Stuttgart 21 durch. Dabei wurden während einer Fragestunde im Rathaus schon 1997 kritische Stimmen laut. Insbesondere wurde damals ein Bürgerentscheid gefordert.
Das Bündnis Umkehr Stuttgart und das Architekturforum Baden-Württemberg entwickelte bis 1998 den Alternativvorschlag „Stuttgart 21 mit Kopfbahnhof“, woraus sich später das Konzept Kopfbahnhof 21 entwickelte.

### 1999–2007: Ausarbeitung der Alternative Kopfbahnhof 21
In den Jahren 1998 bis 2000 geriet die Projektplanung ins Stocken und wurde zeitweise gestoppt. Im Juli 2001 schlossen die DB, das Land, die Landeshauptstadt und der Regionalverband eine Vereinbarung zur weiteren Zusammenarbeit zur Realisierung des Projekts Stuttgart 21/Neubaustrecke Wendlingen - Ulm. (vgl. Geschichte von Stuttgart 21, Realisierungsdiskussion) Insbesondere die Vereinbarung über die Beschaffung von Regionalzügen im Wert von 200 Millionen Euro und die Bestellung von Zugkilometern, die erst nach Fertigstellung von Stuttgart 21 genutzt werden sollten, wurden später stark kritisiert und als unzulässige „kaschierte Subvention“ bezeichnet.
Das Umweltbündnis Umkehr Stuttgart konzentrierte sich auf die umwelt-, verkehrspolitischen und technischen Kritikpunkte und arbeitete den Alternativvorschlag Kopfbahnhof 21 aus, der erstmals im November 2003 veröffentlicht wurde und im März 2006 als Broschüre herausgegeben wurde.
Die Entwicklung einer Alternative zu Stuttgart 21 entsprach dem Selbstverständnis der frühen Protestbewegung, nicht nur als reine Nein-Sager dazustehen, sondern als aktive Bürger sich für die Lebensqualität der Stadt und Umweltschutz einzusetzen.
Aus einem ökologisch-sozialen Umfeld ging die Wählervereinigung Stuttgart Ökologisch Sozial (SÖS) hervor, die im Jahr 2004 zu den Kommunalwahlen antrat. Darunter war auch Gangolf Stocker von der Initiative Leben in Stuttgart. SÖS erreichte bei ihrer ersten Wahl einen Sitz im Gemeinderat und wurde von Hannes Rockenbauch vertreten.
Nachdem die Planungen für Stuttgart 21 wieder vorangetrieben wurden, standen richtungsweisende parlamentarische Entscheidungen an.
Im Oktober 2006 nahm der Landtag Baden-Württembergs einen Entschließungsantrag der Fraktionen von CDU, SPD und FDP zur Realisierung von Stuttgart 21 und der Neubaustrecke Wendlingen–Ulm an.
Die Projektgegner reagierten mit der Gründung des Aktionsbündnis gegen Stuttgart 21 und öffentlicher Mobilisierung gegen das Projekt.

### 2007–2009: Bürgerbegehren und Kommunalwahlen
Die Projektgegner sammelten Unterschriften für ein Bürgerbegehren über den Ausstieg der Stadt Stuttgart, indem keine weiteren Verträge unterzeichnet werden sollen und eine Aufhebungsvereinbarung mit den Projektpartnern abgeschlossen werden soll.
Am 14. November 2007 wurden im Rathaus 67.000 Unterschriften gegen das Projekt übergeben. 61.193 erwiesen sich als gültig; notwendig waren 20.000. Am 20. Dezember 2007 lehnte der Stuttgarter Gemeinderat den Antrag auf Zulassung eines Bürgerentscheids über den „Ausstieg der Landeshauptstadt aus dem Projekt Stuttgart 21“ mit 45 zu 15 Stimmen ab, mit der Begründung, dass er rechtlich unzulässig sei. Der Bürgerentscheid richte sich gegen Grundsatzbeschlüsse des Gemeinderats aus den Jahren 1995 (Rahmenvereinbarung) und 2001 (Ergänzungsvereinbarung) und sei entsprechend der Gemeindeordnung für Baden-Württemberg, die eine Antragsfrist von sechs Wochen nach Veröffentlichung der Gemeinderatsbeschlüsse vorsehe, verfristet. Zudem sei das Ziel der Aufhebung unzulässig, weil es eine dem Gemeinderat vorbehaltene finanzielle Grundsatzentscheidung betreffe.
Nachdem der wiedergewählte Oberbürgermeister Wolfgang Schuster im September 2007 in einer Pressemitteilung seine Ablehnung eines Bürgerentscheids bekannt gab, folgte die erste öffentliche Demonstration gegen das Bahnprojekt, zu der sich 4000 Menschen auf dem Marktplatz versammelten. Schuster hatte im Wahlkampf 2004 angekündigt, für einen Bürgerentscheid zu Stuttgart 21 eintreten zu wollen, wenn „deutliche Mehrkosten“ von der Stadt Stuttgart eingefordert würden. Dieses Zugeständnis hatte ihm der Gegenkandidat der Grünen, Boris Palmer, abgerungen, der im zweiten Wahlgang nicht mehr antrat. Nachdem die Stadt Stuttgart 2007 die Finanzierung von weiteren 84,46 Millionen Euro zusagte, wurde Schuster Wortbruch vorgeworfen. Allerdings bestätigte auch Palmer, dass er sich 2004 mit Schuster einig war, dass Mehrkosten deutlich im dreistelligen Millionenbereich gemeint waren.
Schuster sieht in dem Bürgerbegehren eine „Angstkampagne“, hinter der sich auch wahltaktische Interessen verbergen würden. Fragestellung und Begründung des Bürgerbegehrens stünden mit der Gemeindeordnung in Konflikt. Nach mehr als 170 Stadtrats-Sitzungen zu dem Bauprojekt und nachdem alle Beschlüsse mit einer Dreiviertelmehrheit gefasst wurden, sei das Projekt demokratisch legitimiert.
Die Vertreter des Bürgerbegehrens legten beim Regierungspräsidium Stuttgart und im Gemeinderat Widerspruch gegen einen darauf aufbauenden Bescheid des Stuttgarter Oberbürgermeisters ein, die beide jeweils abgelehnt wurden. Die Projektgegner klagten daraufhin vor dem Verwaltungsgericht Stuttgart, das im Juli 2009 entschied, dass das Bürgerbegehren nicht zulässig sei. Gegner verzichteten im August 2009 auf den weiteren Rechtsweg. Ein Bürgerentscheid kann aus rechtlichen Gründen nicht direkt zum gesamten Projekt Stuttgart 21 durchgeführt werden, sondern nur zu den die Stadt betreffenden Aspekten, soweit die Gemeindeordnung dafür eine Rechtsgrundlage bietet.
Im Oktober 2008 und im Mai 2009 folgten weitere Demonstrationen gegen das Bahnprojekt, an denen jeweils mehrere tausend Menschen teilnahmen.
Laut einer Umfrage von Infratest dimap am Rande der Kommunalwahl vom 7. Juni 2009 haben sich 39 Prozent der Wähler in ihrer Wahlentscheidung durch das Bauprojekt beeinflussen lassen. 54 Prozent der Wähler standen dem Projekt demnach ablehnend gegenüber, 38 Prozent befürworteten es. Die Grünen führten ihr bislang bestes Wahlergebnis in der Landeshauptstadt maßgeblich auf ihre Ablehnung des Großprojektes zurück und wurden mit 16 Sitzen stärkste Ratsfraktion. Ebenso konnte SÖS ihr Ergebnis auf drei Sitze steigern. Die CDU verlor 6 ihrer 21 Sitze, die SPD zog statt mit 14 nur noch mit 10 Sitzen in das Stadtparlament ein. Somit waren die S21-Gegner Grüne, SÖS und Linke mit 21 von 60 Sitzen im Stuttgarter Gemeinderat vertreten.

### 2010: Montagsdemonstrationen und Bau- und Abrissbeginn

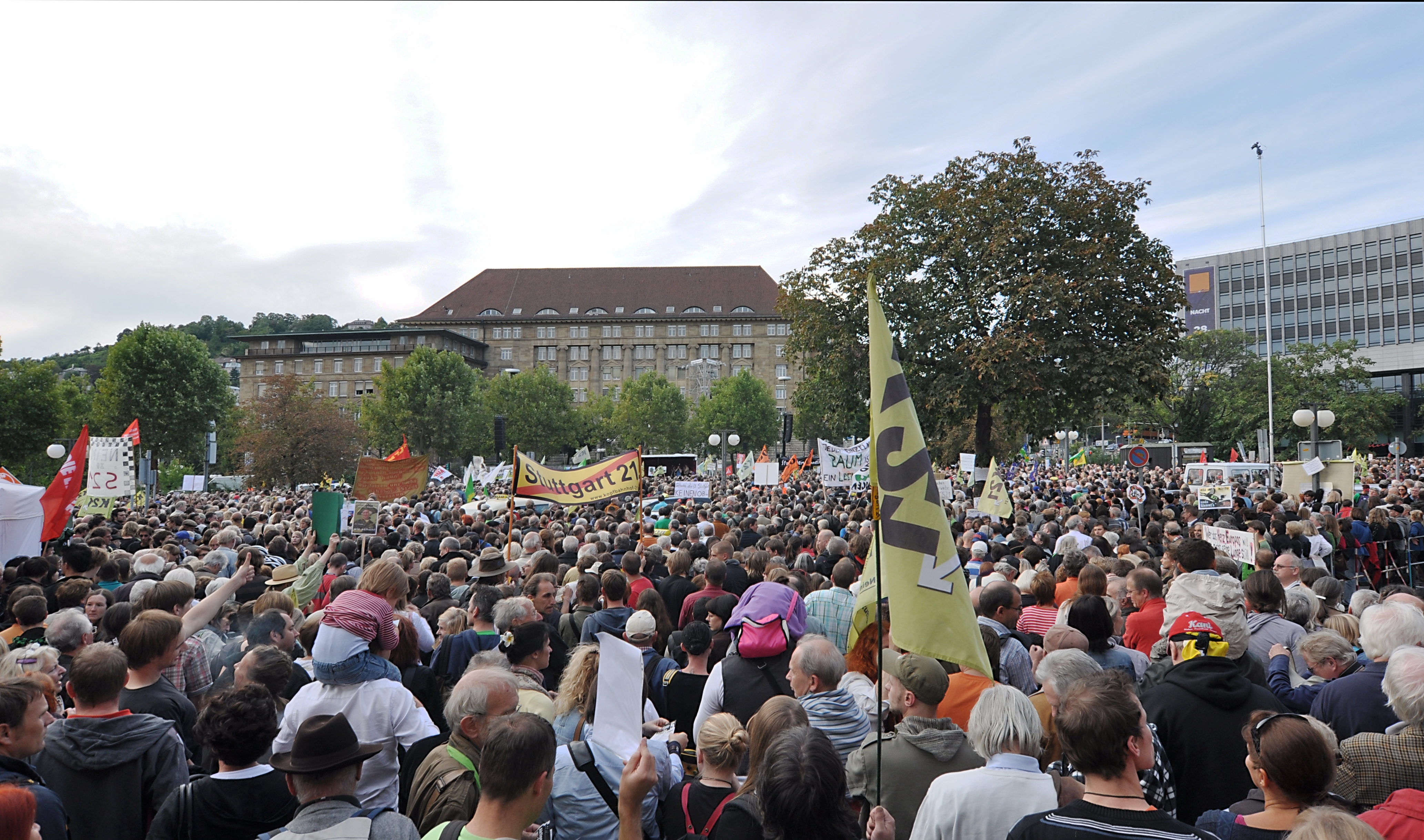
Montagsdemonstration vor dem Nordportal des Hauptbahnhofs am 6. September 2010

Seit November 2009 fanden wöchentlich Montagsdemonstrationen mit mehreren tausend Teilnehmern auf dem Platz vor dem Nordausgang statt. Die Teilnehmerzahlen wuchsen von Woche zu Woche an. Während der bis heute andauernden Folgeveranstaltungen verfolgten zunächst hunderte, später mehrere tausend Bürger die Kundgebung mit ihren wechselnden Rednern.

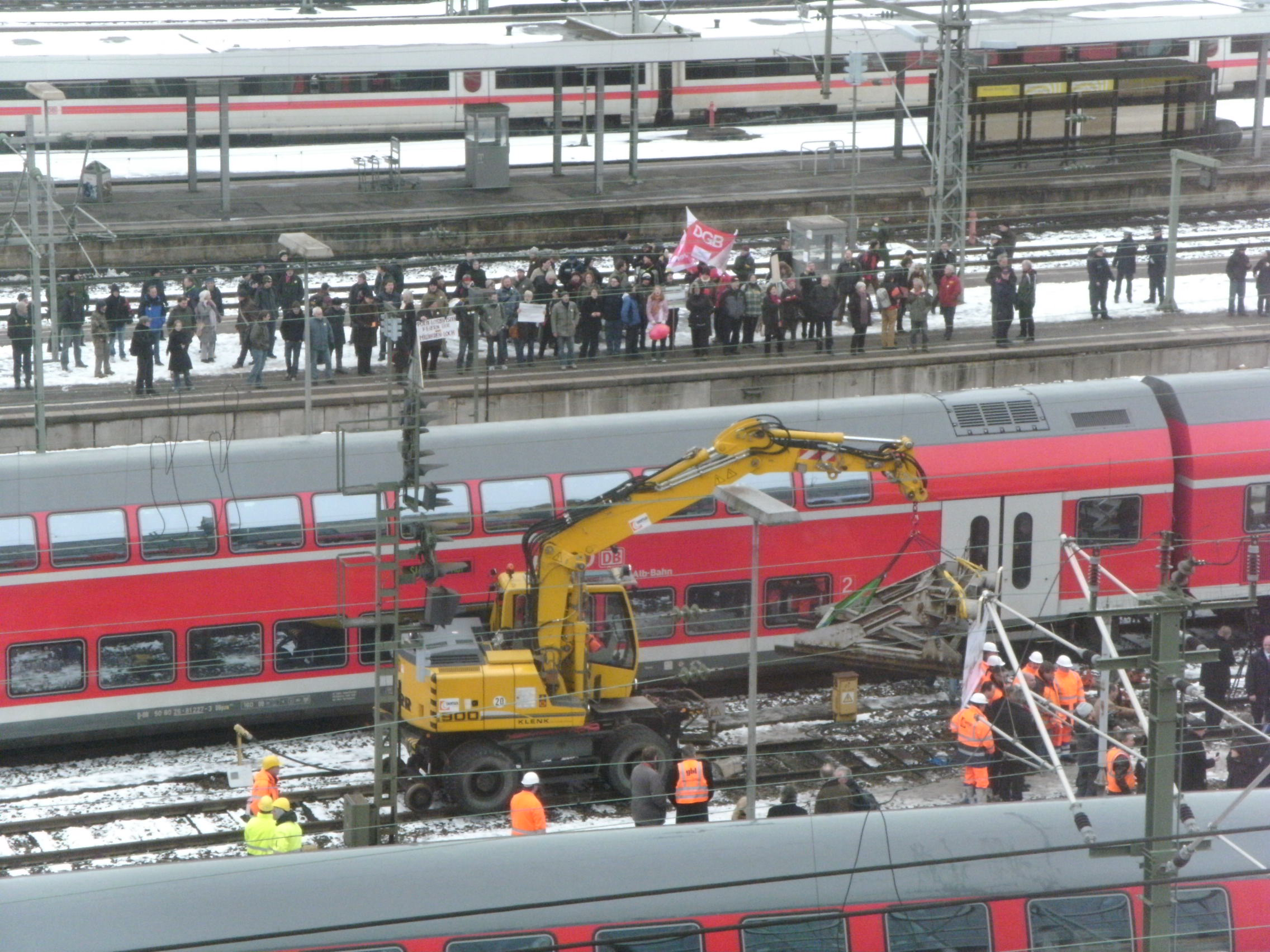
Bei der symbolischen Prellbockanhebung schirmten zwei Regionalzüge die Zeremonie von Demonstranten ab.

Zum symbolischen Baubeginn am 2. Februar 2010 wurde in Anwesenheit von Rüdiger Grube, Günther Oettinger, Wolfgang Schuster und Peter Ramsauer symbolisch ein Prellbock auf dem Gleisvorfeld entfernt. Rund 2000 Projektgegner protestierten in der Bahnhofshalle gegen den Baubeginn. Im Sommer 2010 gab es zudem mehrere Protestveranstaltungen im Schlossgarten am Ort der geplanten Baugrube mit jeweils mehreren tausend Demonstranten.
Ende Juli 2010 wurde der Protest erstmals bundesweit wahrgenommen, als etwa 50 Personen während einer Montagsdemo den bereits leerstehenden Nordflügel besetzten. Am späten Abend wurde das Gebäude geräumt. Alle Besetzer wurden wegen Hausfriedensbruchs angezeigt.
Am Abend des 30. Juli 2010 begannen die Vorbereitungen für den Abriss des Nordflügels, als unter Polizeischutz ein Bauzaun um das Gebäude errichtet wurde. Durch eine Alarmkette benachrichtigt, kamen etwa 2000 Projektgegner vor Ort, die mit Aktionen zivilen Ungehorsams – Sitzblockaden und Straßensperren – bis spät in die Nacht gegen die Baumaßnahme protestierten. Als Ende August mit dem Abriss des Hauptbahnhof-Nordflügels begonnen wurde, besetzten sieben Aktivisten spontan das Dach des Gebäudeteils. Tausende Demonstranten blockierten zentrale Straßenkreuzungen und verharrten auf dem Bahnhofsvorplatz. Die Besetzer blieben über Nacht auf dem Dach und wurden am nächsten Morgen von einem Spezialeinsatzkommando geräumt.
An einer Menschenkette um den Stuttgarter Landtag beteiligten sich am 10. September 2010 laut Polizei 35.000, nach Veranstalterangaben 69.112 Menschen.
Mit Dauermahnwachen und weiteren Aktionen im Schlossgarten stellten sich Projektgegner und Parkschützer geplanten Baumfällungen entgegen. Ein Baumhaus von Aktivisten der Umweltorganisation Robin Wood wurde in der Nacht zum 7. September 2010 von der Polizei geräumt. Am 17. September wurden erneut vier Bäume mit Baumhäusern besetzt.
Seit August hatten auch in mehreren anderen Städten Baden-Württembergs sowie in Berlin Protestkundgebungen, insbesondere sogenannte Schwabenstreiche, stattgefunden.
Am 24. September 2010 fand auf Einladung des katholischen Stadtdekans ein Sondierungsgespräch zwischen Vertretern der Gegner und Befürwortern des Projektes im „Haus der katholischen Kirche“ statt. Ein zweites für den 27. September 2010 geplantes Gespräch wurde jedoch seitens der Gegner abgesagt, da die Verantwortlichen keine Zusagen für einen Stopp bzw. Aufschub des Abrisses des Südflügels und den Beginn der Rodungen im Schlossgarten machten.

### 30. September 2010: Räumung des Schlossgartens – „Schwarzer Donnerstag“

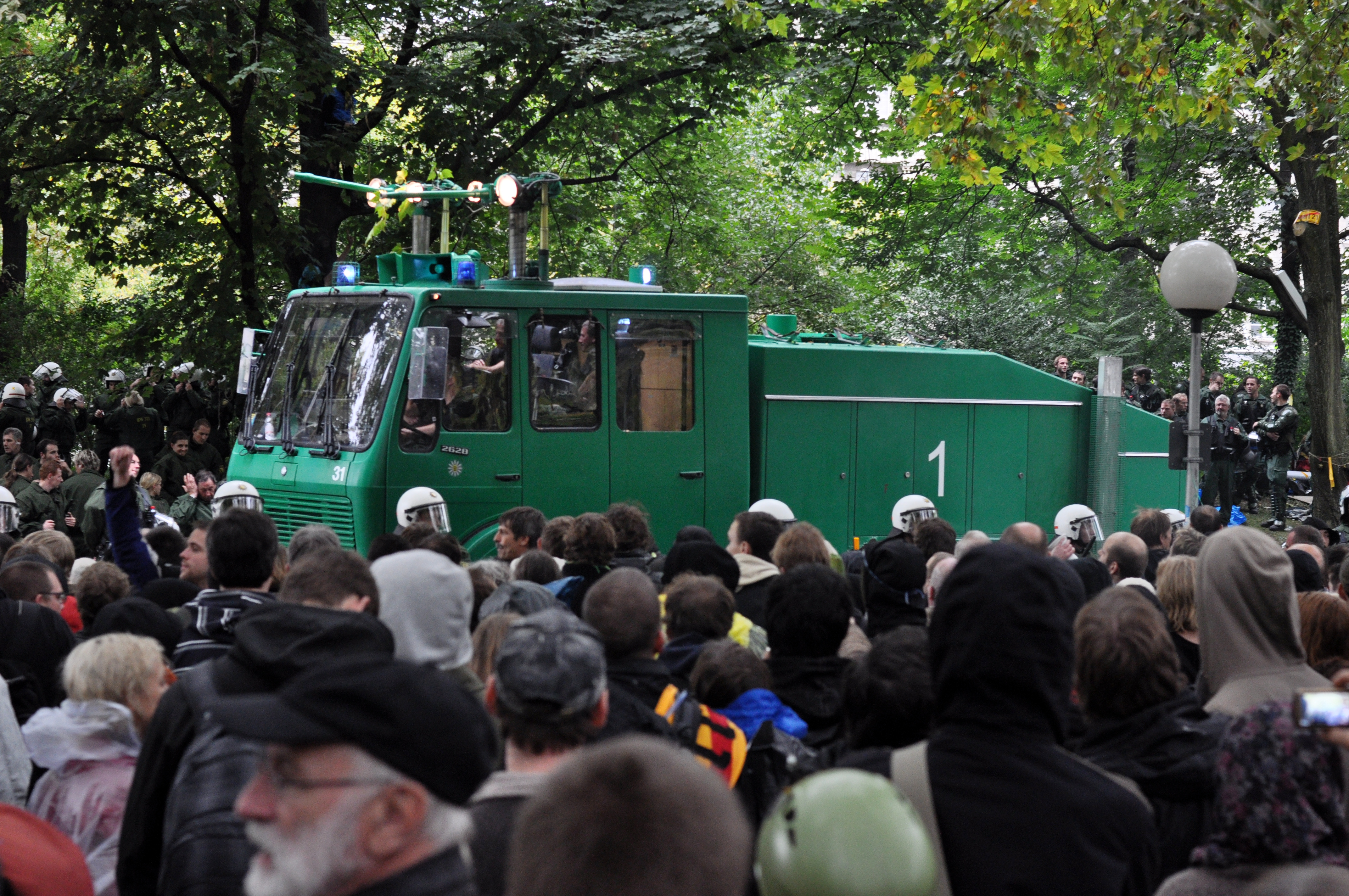
Demonstranten und Wasserwerfer im Mittleren Schlossgarten, 30. September 2010

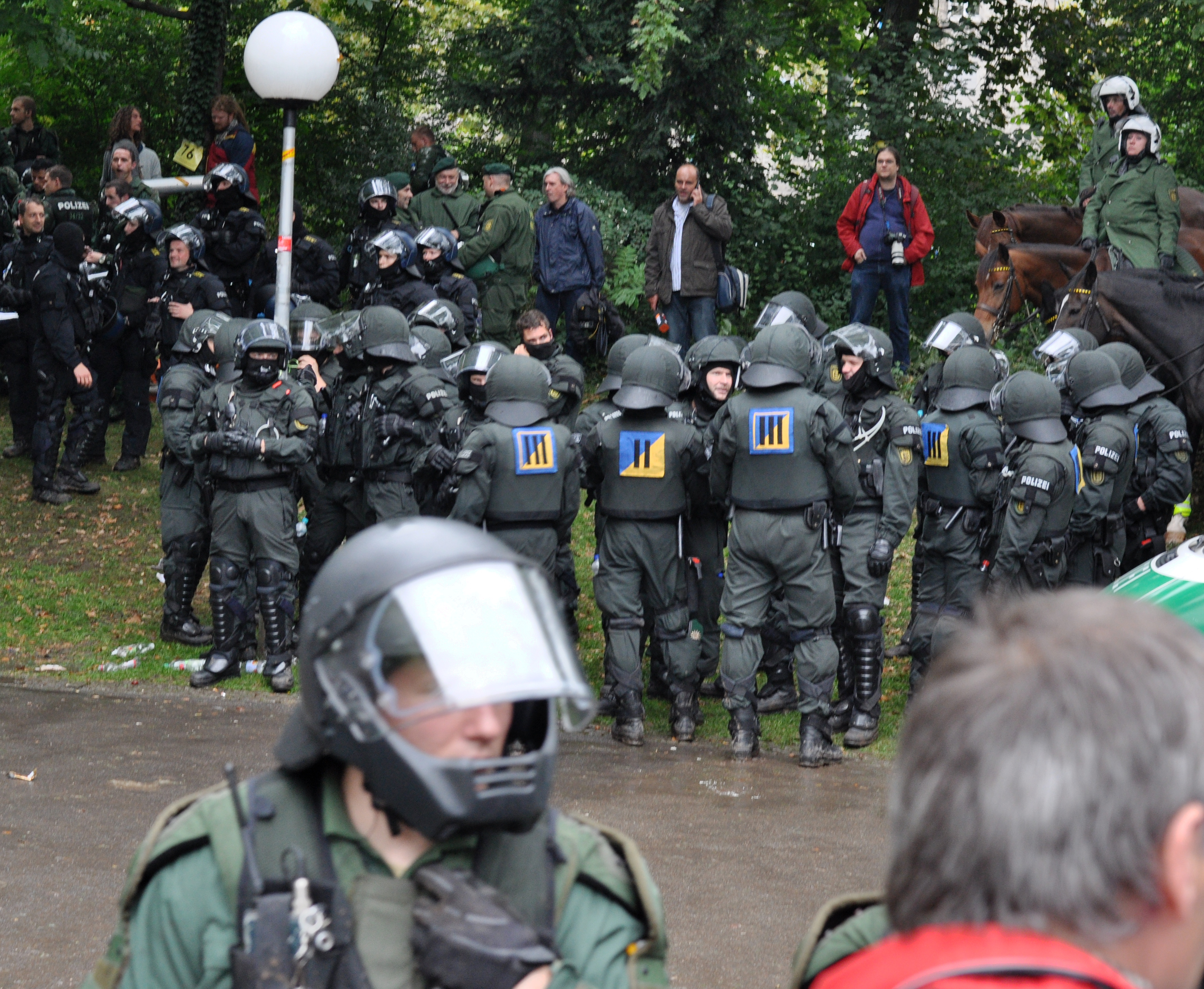
Polizeieinsatzkräfte im Mittleren Schlossgarten, 30. September 2010

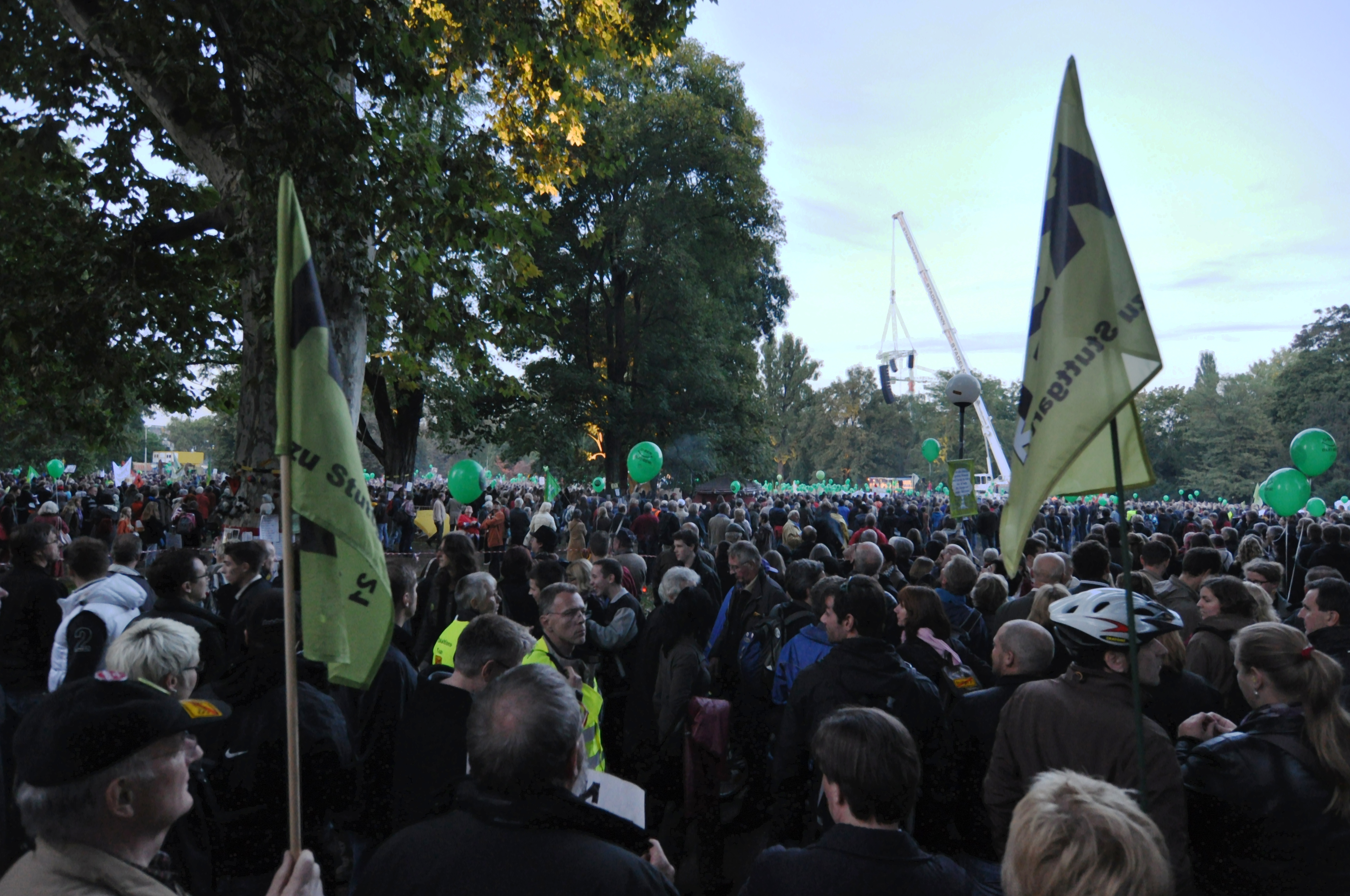
Kundgebung im Mittleren Schlossgarten, 1. Oktober 2010

#### Ablauf der Räumung
Am Vormittag des 30. September 2010 besetzten viele S21-Gegner den Schlossgarten, da Informationen über einen unmittelbar bevorstehenden Polizeieinsatz durchsickerten. Nachdem sich die Hinweise verdichteten, wurde eine gleichzeitig stattfindende Schülerdemonstration gegen S21 in der Innenstadt beendet. Mehrere hundert Teilnehmer, die meisten minderjährig, strömten in den Park, einige besetzten spontan Bäume und blockierten die Zufahrtswege. Um ca. 10.30 Uhr wurde der „Parkschützeralarm“ ausgelöst, so dass immer mehr Menschen in den Park kamen, die auf den Rasenflächen protestierten oder gewaltfreie Sitzblockaden auf Wegen bildeten.
Die baden-württembergischen Polizeieinheiten waren durch Einheiten aus Bayern, Rheinland-Pfalz, Hessen und Nordrhein-Westfalen sowie der Bundespolizei verstärkt worden. Beim Einsatz setzte die Polizei Schlagstöcke, Wasserwerfer und Pfefferspray ein. Nach unterschiedlichen Angaben von Bürgerinitiativen und Parkschützern wurden 360 bis 370 oder 1000 Personen verletzt, darunter auch Minderjährige. Nach Angaben der Polizei versorgte das Deutsche Rote Kreuz am Rande des Parks in Behandlungsplätzen vor Ort 114 Personen ambulant und Rettungskräfte brachten 16 Personen in Krankenhäuser. Im Park selbst hatten Demosanitäter der Sanitätsgruppe Süd-West viele weitere Verletzte erstversorgt. Vier Demonstranten wurden schwer an den Augen verletzt. Der Ingenieur Dietrich Wagner, den ein Wasserwerferstrahl frontal in die Augen traf, erblindete davon fast vollständig. Die Zahl der verletzten Polizisten wird mit 34 angegeben.
In der Nacht wurden die ersten 25 Bäume gefällt, um den Aufbau des Grundwassermanagements vorzubereiten.
Am Folgetag, dem 1. Oktober 2010, fand eine Demonstration statt, nach Veranstalterangaben mit rund 100.000 Menschen, nach Polizeiangaben mit mindestens 50.000 Teilnehmern. Drei Tage später, am 4. Oktober, versammelten sich im Rahmen der 46. „Montagsdemo“, die erstmals im Schlossgarten stattfand, nach Polizeiangaben 25.000 Menschen, nach Veranstalterangaben 54.700 Menschen.

#### Verantwortlichkeiten und parlamentarische Untersuchungsausschüsse
Ministerpräsident Stefan Mappus soll einen Tag vor dem Polizeieinsatz über die Einsatzpläne informiert worden sein und diese gebilligt haben. Laut Aussagen des Landespolizeipräsidenten Wolf-Dietrich Hammann vor dem Untersuchungsausschuss des Landtages habe auch die für den 7. Oktober geplante Regierungserklärung Mappus’ eine Rolle bei der Entscheidung gespielt, den Polizeieinsatz bereits auf den 30. September zu legen. Es habe jedoch keine Einflussnahme der Landesregierung gegeben, die Taktik sei allein durch die Polizei entwickelt worden.
Die Polizei rechtfertigte ihr Vorgehen damit, dass die Aggression von den Demonstranten ausgegangen sei. Allerdings wurde die Darstellung der Polizei, dass die Gewalt der Polizei lediglich eine Reaktion auf die Gewalt von Seiten der Demonstranten gewesen sei, durch die veröffentlichten polizeilichen Videomitschnitte widerlegt: Zwar waren bei den auf der Webseite der Polizei bereitgestellten Videos die Uhrzeit geschwärzt, auf der Pressekonferenz der Polizei wurden die Videos allerdings mit Uhrzeit veröffentlicht. Die darin gezeigte Gewalt der Demonstranten (einmalige Benutzung von Pfefferspray sowie ein einzelner Wurf mit einem Gegenstand gegen einen Wasserwerfer) fand über eine Stunde später statt, als laut dpa Wasserwerfer in Marsch gesetzt und „massenhaft Pfefferspray“ versprüht wurde. Auch die Behauptung des Innenministeriums, es sei mit Pflastersteinen geworfen worden, musste noch in der Nacht zurückgenommen werden. Sowohl Polizeiwissenschaftler als auch Polizeibeamte vor Ort beschreiben den Einsatz gegen weitgehend friedliche Demonstranten als unverhältnismäßig. Der durch den Wasserstrahl verletzte Demonstrant soll nach Aufnahmen eines Polizeivideos die Polizei mit einem Gegenstand beworfen und sich mehrfach demonstrativ vor die Wasserwerfer gestellt haben. Er sprach davon, dass hunderte Kastanien geworfen worden seien, zwei oder drei auch von ihm. Allerdings sollen diese aufgrund der dicken Uniformen der Polizisten „ohne jeglichen Effekt“ geblieben sein.
Ferner hatten sich die Teilnehmer einer Schülerdemonstration, die laut Darstellung der Polizei inzwischen vom Veranstalter aufgelöst worden war, den Blockadeaktionen angeschlossen. Die Schülerdemonstration war für 12 bis 17 Uhr angemeldet, davon ab 14 Uhr im Schlossgarten; laut Angaben des Stuttgarter Amtes für öffentliche Ordnung sei die Polizei bereits am 24. September darüber in Kenntnis gesetzt worden. Die Polizei nahm 26 Personen im Alter zwischen 15 und 68 Jahren vorübergehend fest oder in Gewahrsam. Gegen einen Polizisten wird wegen Körperverletzung ermittelt.
Der BUND hatte vor der Räumung, am 30. September, noch versucht, die Baumfällungen zu verhindern und stellte dazu einen Eilantrag beim Verwaltungsgericht Stuttgart. Das Verwaltungsgericht entschied am 14. Oktober, die Bahn habe die Kosten des Verfahrens zu tragen. Hätte dem Gericht das Schreiben des Eisenbahn-Bundesamt vom 30. September vorgelegen, so wäre dem Eilantrag des BUND wahrscheinlich stattgegeben worden. Das Gericht entschied nicht, ob die Baumfällarbeiten als rechtswidrig einzustufen seien. Ausschlaggebend sei ausschließlich gewesen, dass das Eisenbahn-Bundesamt davon ausgegangen sei, dass die Arbeiten erst nach Vorlage der Unterlagen beginnen dürften.
Der Polizeieinsatz wurde vom baden-württembergischen Landtag in zwei parlamentarischen Untersuchungsausschüssen behandelt. Darin sollten die Verantwortlichkeiten und mögliche politische Einflussnahme geklärt werden.
Am 7. April 2014 berichtet FAZ.NET aus einem ihr vorliegenden Bericht der grün-roten Landesregierung Baden-Württembergs für den zweiten Untersuchungsausschuss zur Aufklärung der Umstände des Einsatzes. Er war von Grünen und SPD beantragt worden, weil der Verdacht im Raum stand, dass dem ersten, Ende 2010 eingesetzten Landtags-Untersuchungsausschuss Akten vorenthalten worden waren. Die Staatsanwaltschaft Stuttgart ermittelt gegen Stefan Mappus wegen uneidlicher Falschaussage im ersten Untersuchungsausschuss. Der zweite Untersuchungsausschuss stellte fest, dass dem ersten Untersuchungsausschuss offenbar nicht alle Akten vorgelegt worden waren.

#### Juristische Folgen
Der Polizeieinsatz am Donnerstag, den 30. September 2010, führte zu 380 Strafanzeigen gegen Polizisten, von denen 19 zu einem Ermittlungsverfahren führten. Zudem wurden gegen 85 Demonstranten Verfahren eingeleitet. Ein Polizist, der im Zusammenhang mit den Einsatz im März 2011 verurteilt wurde, musste 120 Tagessätze zu je 50 Euro zahlen. Er hatte einer am Boden sitzenden Frau ohne ausreichenden Grund Pfefferspray ins Gesicht gesprüht und wurde daraufhin von seinen Kollegen von der Bereitschaftspolizei Göppingen angezeigt. Ein weiterer Polizist wurde im Oktober 2012 wegen Körperverletzung infolge unverhältnismäßigen Schlagstockeinsatzes zu einer 18-monatigen Freiheitsstrafe auf Bewährung verurteilt.
Im August 2013 stellte das Amtsgericht Stuttgart Strafbefehle gegen drei Polizisten der Wasserwerfer-Besatzungen aus: Zwei Polizisten erhielten Freiheitsstrafen von sieben Monaten, die zur Bewährung ausgesetzt wurden. Ein Wasserwerferkommandant wurde zu einer Geldstrafe von 90 Tagessätzen verurteilt. Er legte Revision beim Oberlandesgericht ein, die jedoch als unbegründet abgewiesen wurde. Das Urteil ist somit rechtskräftig. Ein Verfahren gegen einen vierten Polizisten der Wasserwerfer-Besatzungen wurde gegen Zahlung einer Geldbuße eingestellt. Eine im März 2013 erhobene Anklage gegen zwei Polizeiführer endete im November 2014 mit der Einstellung des Verfahrens gegen eine Geldbuße von je 3.000 Euro.
Insgesamt gab es 515 Strafverfahren gegen Polizeibeamte und Demonstranten. Davon wurden 487 eingestellt; 28 führten zu Gerichtsverhandlungen. Fünf dieser Gerichtsverfahren betrafen Polizeibeamte; 23 betrafen Demonstranten. Bei den Polizisten ging es fast ausschließlich um Körperverletzung im Amt. Demonstranten wurde Körperverletzung an Polizeibeamten, Widerstand gegen Vollstreckungsbeamte, Missbrauch von Notrufen, Sachbeschädigung, Verstöße gegen das Versammlungsgesetz, Bedrohung, Beleidigung oder Diebstahl vorgeworfen.
Gegen den verantwortlichen Polizeipräsidenten Siegfried Stumpf stellte das Amtsgericht Stuttgart Anfang März 2015 einen Strafbefehl wegen fahrlässiger Körperverletzung im Amt über 15.600 Euro aus. Stumpf akzeptierte den Strafbefehl, um nicht länger im Rampenlicht zu stehen, und gilt damit als vorbestraft.
Nachdem der Stern im September 2015 polizeiinterne Videos mit Ton veröffentlicht hatte, in denen gezeigt wurde, wie ein Polizist einen Kollegen aufforderte, Pfefferspray auf dem eigenen Handschuh zu verteilen und Demonstranten in das Gesicht zu reiben, stellte der Staatsanwalt und Richter a. D. Dieter Reicherter eine Strafanzeige bei der Staatsanwaltschaft Stuttgart. Die vorgeschlagene Angriffsmethode verstoße gegen die Dienstvorschriften der Polizei und die Gefahr von Erblindung und Tod des Opfers habe gedroht. Reicherter sieht im Verhalten der Polizei eine „Verbrechensverabredung“.
Am 18. November 2015 urteilte das Verwaltungsgericht Stuttgart, dass der Polizeieinsatz zur Räumung des Schlossgartens rechtswidrig war. Bei dem Protest habe es sich um eine Versammlung im Sinne des Artikels 8 des Grundgesetzes gehandelt, die nicht ohne weiteres beendet werden könne. Zudem sei der Einsatz „überzogen“ gewesen.

#### Kollektive Erinnerung
Der 30. September 2010 ging als „Schwarzer Donnerstag“ in das kollektive Gedächtnis der Protestbewegung ein. Am 20. November 2010 protestierten ca. 10.000 Menschen für die Aufklärung über die Hintergründe und die juristische Aufarbeitung des Polizeieinsatzes.
Jedes Jahr um den 30. September wird durch Kundgebungen, Demonstrationen oder ähnlichen Veranstaltungen an den Polizeieinsatz erinnert. Dabei versammelten sich jeweils tausende Menschen.
Der Arbeitskreis Bürgertribunal zum 30.09.2010 führte ein „Tribunal“ durch, bei dem Betroffene und Zeugen zu Wort kamen, sowie juristische Einschätzungen vorgenommen wurden. In einer Abschlusserklärung forderten die Teilnehmer u. a. eine unabhängige Untersuchung des Polizeieinsatzes, Opferentschädigung und Strafanzeigen gegen „politisch Verantwortliche“.
Die Protestgruppe Bewegung 30.09. beschaffte sich einen ausrangierten Wasserwerfer und machte ihn wieder funktionsfähig. Der Wasserwerfer fuhr bei einigen Demonstrationen mit und begleitete Wahlkampfveranstaltungen.
Prominente S21-Gegner verarbeiteten die Erlebnisse in Büchern, z. B. Guntrun Müller-Enßlin in einem autobiographischen Buch und Wolfgang Schorlau in einem Krimiroman. Das Schauspiel Stuttgart führte ein Theaterstück auf, das auf den 30. September bezogen war.
Die Kinderbuchautorin Monika Spang beschreibt die Geschehnisse um den Schwarzen Donnerstag in dem Buch „Frau Schächtele will oben bleiben“, illustriert von Kostas Koufogiorgos, der als Karikaturist der Widerstandsbewegung gegen Stuttgart 21 bekannt ist.

### 2010–2011: Schlichtungsgespräche, Landtagswahl und Volksabstimmung

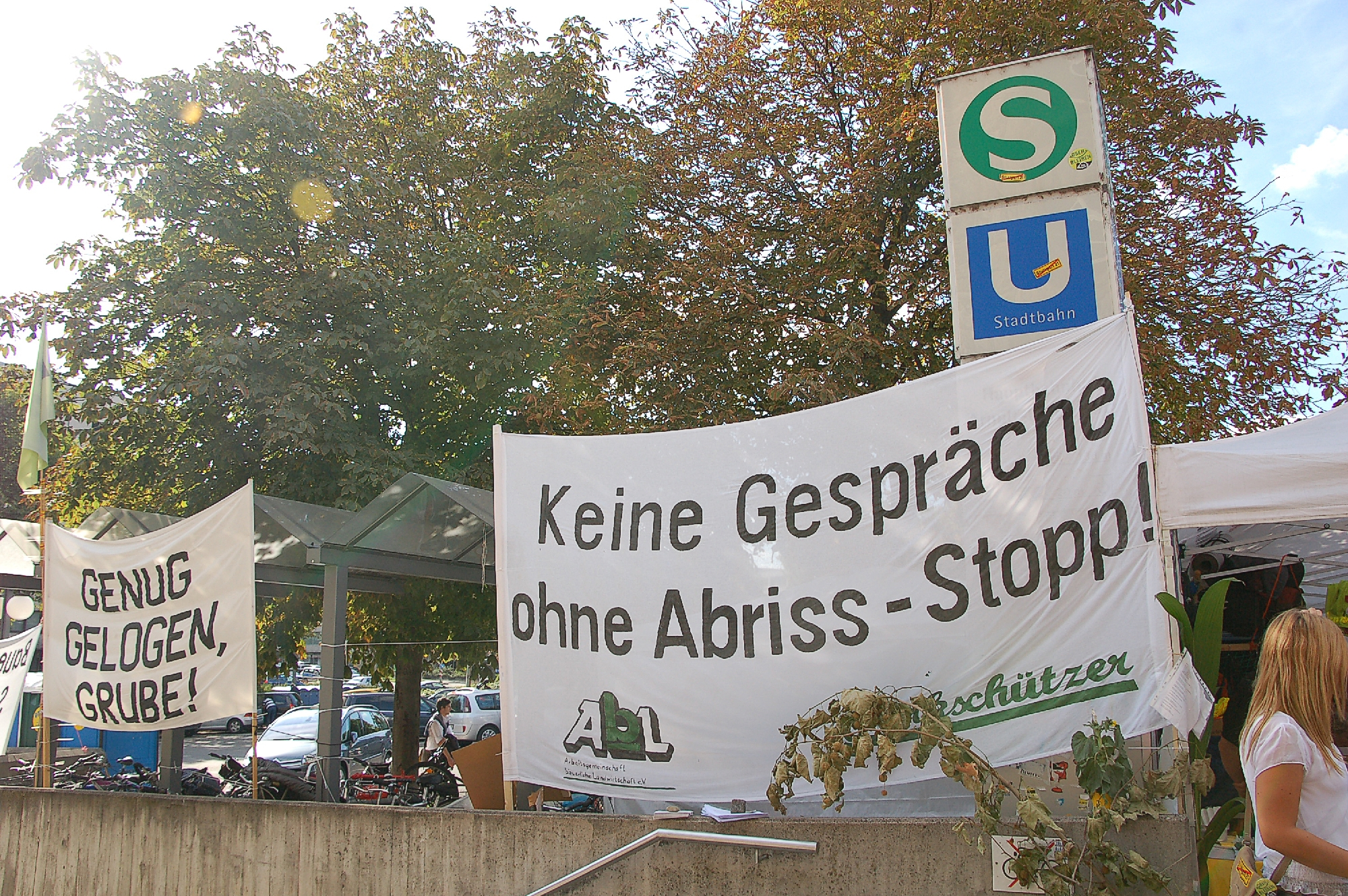
Transparent der Arbeitsgemeinschaft bäuerlicher Landwirtschaft und der Parkschützer

Die Schlichtung zu Stuttgart 21 war ein Schlichtungsverfahren, in dem über das Projekt Stuttgart 21 diskutiert wurde. Dabei kamen von den Projektbefürwortern und Gegnern jeweils sieben Vertreter im Stuttgarter Rathaus in der Zeit von Ende Oktober bis Ende November 2010 sowie im Juli 2011 zusammen. Die Sitzungen moderierte Heiner Geißler.
Das Schlichtungsverfahren wurde notwendig durch die anhaltenden Proteste gegen das Projekt und den umstrittenen Polizeieinsatz im Stuttgarter Schlossgarten mit hunderten Verletzten. Es wurde als „demokratisches Experiment“ bezeichnet, da der Meinungsaustausch in öffentlichen Sitzungen ausgetragen und vom öffentlich-rechtlichen Fernsehen übertragen wurde.
Am 30. November 2010 stellte der Moderator Geißler seinen Kompromissvorschlag „Stuttgart 21 plus“ vor, in dem er sieben Verbesserungen an dem Projekt forderte, die umgesetzt werden müssten. Eine davon war der Stresstest zur Leistungsfähigkeit des neuen Hauptbahnhofs. Zum Abschluss der öffentlichen Diskussion der Ergebnisse des „Stresstests Stuttgart 21“ am 29. Juli 2011 legte Geißler einen von ihm und SMA und Partner ausgearbeiteten Kompromissvorschlag unter der Bezeichnung „Frieden in Stuttgart“ vor. Dieser sieht eine Kombilösung eines 4-gleisigen Durchgangsbahnhofs und eines 10- bis 12-gleisigen Kopfbahnhofs vor.
Nach einem Antrag des Aktionsbündnisses gegen Stuttgart 21 entschied das Verwaltungsgericht Stuttgart am 13. Februar 2012, dass der Schlichterspruch rechtlich nicht bindend ist.

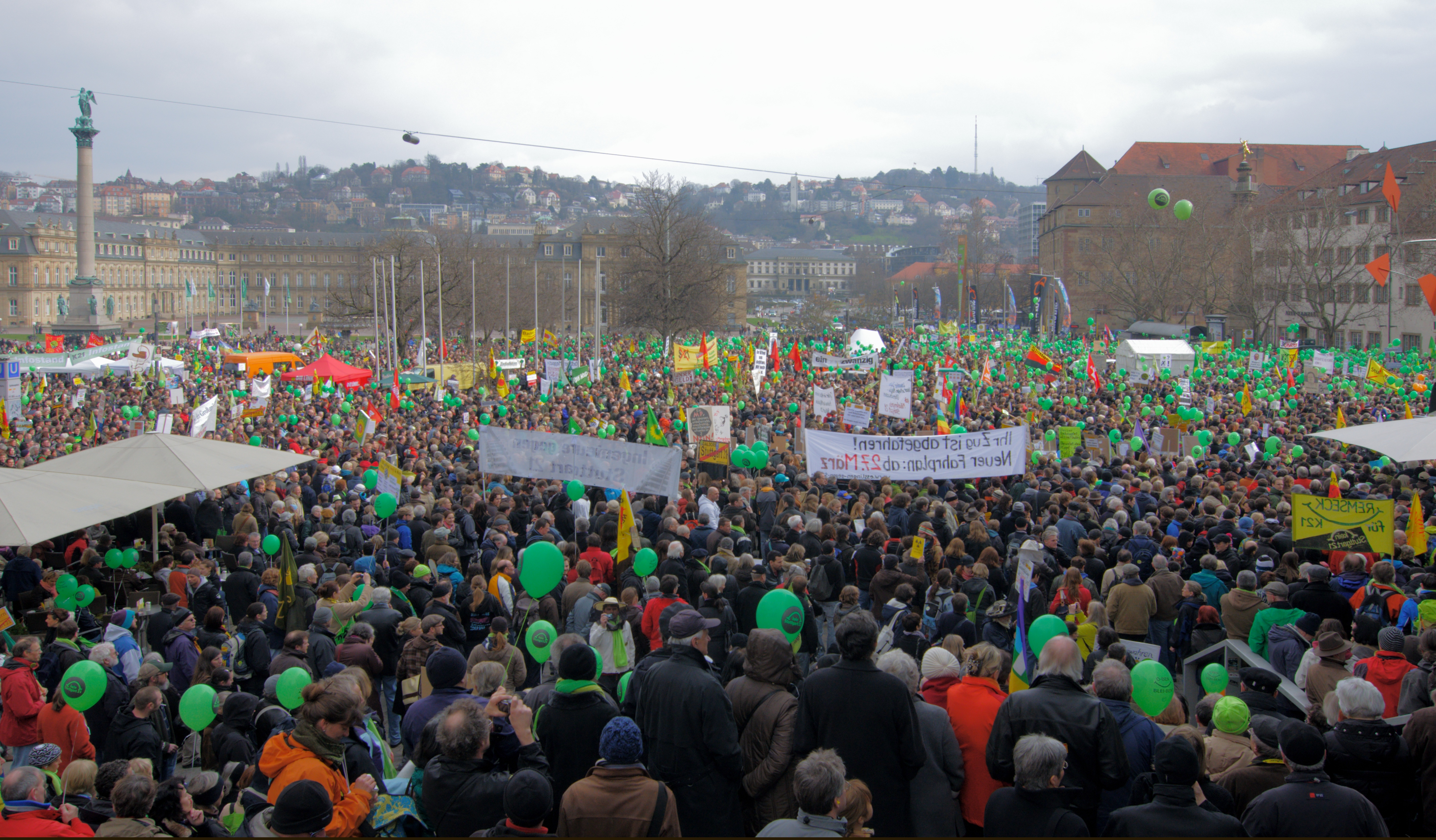
Kundgebung auf dem Stuttgarter Schloßplatz am 19. März 2011

Auch zu Beginn des Jahres 2011 ging der Protest weiter. Bei der ersten Großdemonstration des Jahres versammelten sich am 29. Januar nach Angaben der Polizei 13.000, nach Angaben der Veranstalter 40.000 Projektgegner. Am 19. Februar demonstrierten erneut 15.000 (Polizeiangaben) bzw. 39.000 (Veranstalterangaben) Menschen auf dem Schloßplatz. Um die Richtigkeit der eigenen Teilnehmerzahlen zu bekräftigen, veröffentlichte die Polizei eine Luftaufnahme der Demo.
Am 19. März 2011, acht Tage vor der Landtagswahl in Baden-Württemberg 2011, fand eine weitere Großdemonstration statt. An dieser beteiligten sich 18.000 (Polizeiangaben) bzw. 60.000 (Veranstalterangaben) Menschen.

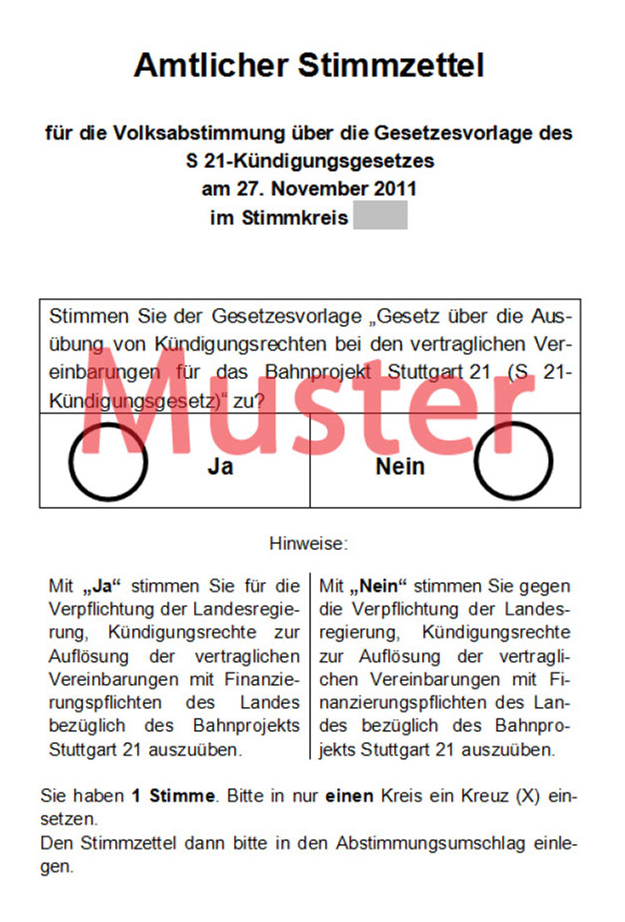
Amtlicher Stimmzettel zur Volksabstimmung 2011

Die Landesregierung wollte die Bahn dazu bewegen, die Bauarbeiten bis nach der geplanten Volksabstimmung im Herbst ruhen zu lassen. Die Bahn lehnte dies im Juni ab und erklärte, jeder Monat Verzögerung koste die Bahn 56 Millionen Euro, dazu kämen 33 Millionen Euro Verzugszinsen an die Stadt Stuttgart. Bahnvorstand Kefer drohte, sich das so bis Oktober entstehende Gesamtdefizit von rund 400 Millionen Euro vom Land zurückzuholen. Die Delegation der Landesregierung verzichtete (Stand 10. Juni 2011) deshalb auf einen förmlichen Antrag zur Aussetzung der Bauarbeiten. Kefer kündigte an, in der Woche nach Pfingsten die Bautätigkeiten wieder hochzufahren.
Im Rahmen einer Demonstration am 20. Juni 2011 besetzten Gegner des Projekts vorübergehend das Gelände sowie die Gebäude des Grundwassermanagements, dabei kam es zu gewalttätigen Ausschreitungen. Nach Angaben der Polizei wurden neun Polizisten verletzt, einer davon schwer, außerdem entstand Sachschaden in Höhe von 96.392 Euro. 15 Demonstranten wurden festgenommen, die Staatsanwaltschaft nahm Ermittlungen wegen versuchten Totschlags auf.
Am 28. September 2011 beschloss der Landtag von Baden-Württemberg die Volksabstimmung zu Stuttgart 21, die am 27. November stattfand. Gegenstand der Volksabstimmung war die Gesetzesvorlage der Landesregierung „S 21-Kündigungsgesetz“, die die Rücknahme der Landesbeteiligung an der Projektfinanzierung vorsah. Eine Mehrheit von 58,9 Prozent der gültigen Stimmen sprach sich gegen die Gesetzesvorlage und damit für den Beibehalt der Landesfinanzierung des Projektes aus.

### Situation nach der Volksabstimmung

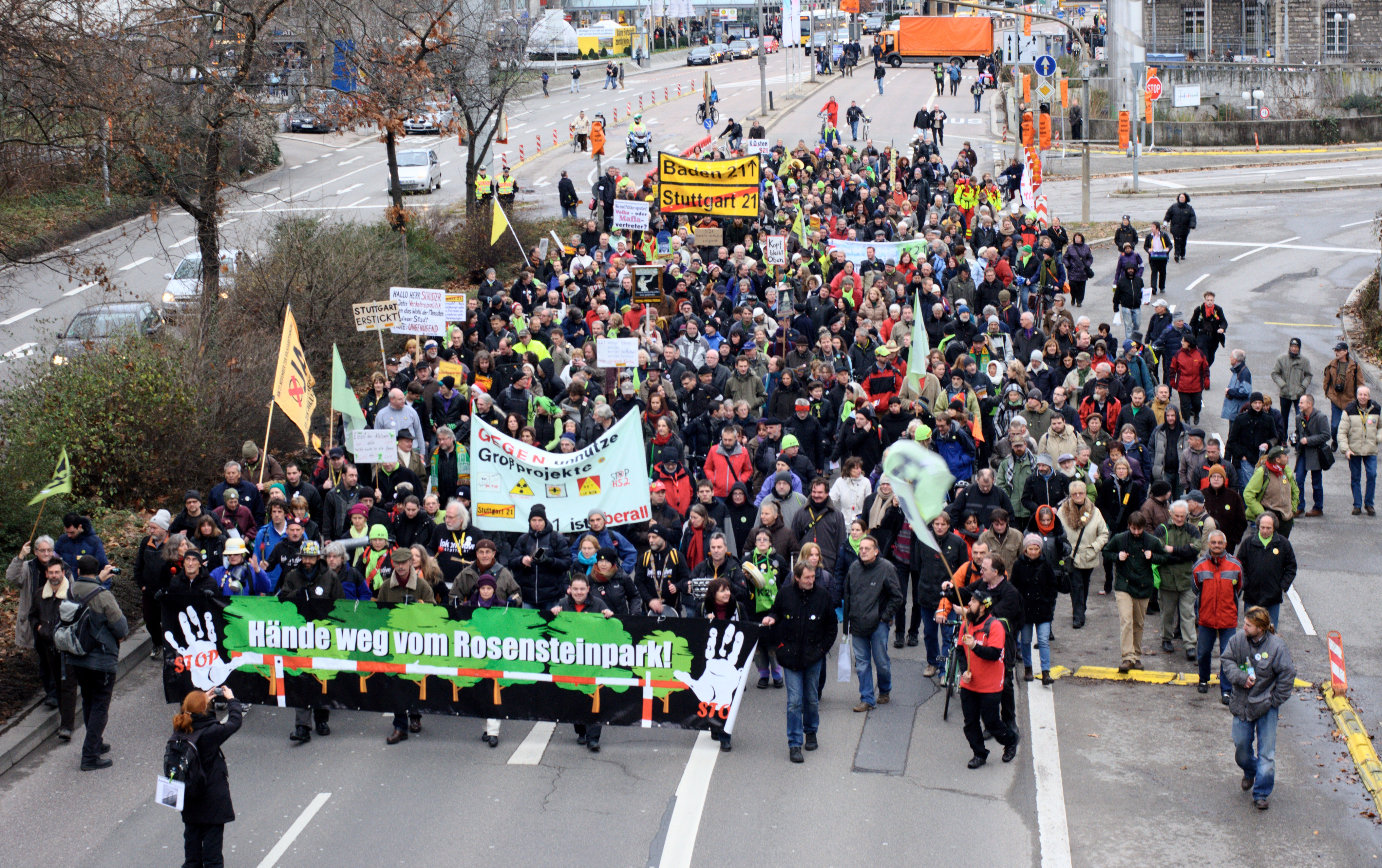
Demonstration vor dem Hauptbahnhof am 22. Dezember 2012

Auch nach der Volksabstimmung kam es weiterhin zu häufigen Demonstrationen gegen das Projekt, wenn auch mit geringerer Beteiligung. Insbesondere die Montagsdemonstrationen finden nach wie vor Woche für Woche statt. Die 250. Veranstaltung fiel auf den Dezember 2014 und hatte etwa 7000 Teilnehmer.
Am Morgen des 13. Januars 2012 demonstrierten etwa 600 Demonstranten gegen Vorbereitungen zum Abriss des Südflügels, wobei etwa 250 von ihnen im Anschluss den Platz vor der Baustelle blockierten und Barrikaden errichteten. Die Räumung verlief weitgehend friedlich, 27 Personen wurden von der Polizei weggetragen. Am 21. Januar 2012 protestierten etwa 250 Demonstranten vor dem Wagenburgtunnel gegen die dort in dieser Nacht durchgeführten Baumfällungen. Gegen 70 Personen wurden Strafanzeigen wegen Verstoßes gegen das Versammlungsgesetz, Nötigung, Hausfriedensbruchs, Beleidigung und Widerstands gegen Vollstreckungsbeamte gestellt.
Am 22. Dezember 2011 ordnete die Landeshauptstadt Stuttgart per Allgemeinverfügung ein Aufenthalts- und Betretungsverbot für einen Teil des Mittleren Schlossgartens an. Gleichzeitig wurden die Bewohner der nach dem 30. September 2010 errichteten „campingartigen Behausungen“ bis zum 12. Januar 2012 zur Räumung aufgefordert. Am Abend des 14. und in der Nacht vom 14. auf den 15. Februar 2012 protestierten etwa 1000 Projektgegner gegen die von der Polizei Stuttgart angekündigte Räumung des Zeltdorfs und die bevorstehende Fällung und Versetzung von 238 Bäumen. Die Räumung erfolgte – weitgehend friedlich – über mehrere Stunden am frühen Morgen des 15. Februars. Mehr als 2000 Polizisten wurden dabei eingesetzt. Am späten Vormittag begann die Fällung der Bäume.
Zwei Dutzend Aktivisten der Parkschützer besetzten am 10. November 2012 das Stuttgarter Rathaus. Am frühen Abend verlas die Gruppe eine Reihe von Forderungen, darunter die nach einem „sofortigen Ende der Stadtzerstörung und die Einrichtung eines entscheidungsbefugten Parlaments der Bürger“. Der Widerstand gegen das „unnütze Großprojekt“ Stuttgart 21 habe jedes „Vertrauen in die demokratischen Strukturen hier in Stuttgart“ verloren, erklärten die Besetzer. Weder Gutachten über mangelhaften Brandschutz noch die verfassungswidrige Finanzierung des Projekts würden die Entscheidungsträger beeindrucken, heißt es in einer Erklärung der Gruppe.
In der darauf folgenden Nacht wurde das Rathaus von der Polizei geräumt, die Aktivisten hätten sich widerstandslos von den Beamten nach draußen begleiten lassen, teilte die Polizei mit.

## Protestformen

### Unterschriftensammlungen
Die Initiative „Leben in Stuttgart – Kein Stuttgart 21“ sammelte im Jahr 1996 13.000 Unterschriften für einen Bürgerantrag und übergab sie der Stadtverwaltung. Damit sollte die Hauptsatzung der Stadt Stuttgart geändert werden, um einen verbindlichen Bürgerentscheid über das Projekt zu ermöglichen.
Am 14. November 2007 wurden im Rathaus 67.000 Unterschriften gegen das Projekt übergeben. 61.193 erwiesen sich als gültig; notwendig waren 20.000. Der Text des Bürgerbegehrens lautete:

„Sind Sie dafür, dass die Stadt Stuttgart aus dem Projekt STUTTGART 21 aussteigt;
- dass sie keine Ergänzungsvereinbarung mit den Projektpartnern abschließt, die u. a. von der Stadt abzusichernde Risiken in Höhe von 206,94 Mio. Euro vorsieht;
- dass sie keine Änderung des Kaufvertrags mit der Deutschen Bahn für die Teilgebiete A2, A3, B, C und D, insbesondere nicht unter der Erklärung des Verzichts auf Verzugszinsen aus dem Grundstücksgeschäft, vornimmt;
- dass sie keine weiteren Verträge über dieses Projekt abschließt und
- dies den Vertragspartnern mit dem Ziel des Abschlusses einer Aufhebungsvereinbarung mitteilt?“[160]

Im Jahr 2011 wurden nach Angaben der Initiatoren 35.600 Unterschriften gesammelt, damit die Stadt Stuttgart aus der Mitfinanzierung aussteigt. Nach Meinung der S21-Gegner ist die Mischfinanzierung des Projekts verfassungswidrig, da das Bahnprojekt eine Aufgabe des Bundes sei.
Ende 2013 starteten zwei weitere Unterschriftensammlungen für Bürgerbegehren.
Die Kampagne „Storno 21 – BürgerBegehren gegen BahnBetrug“ fordert von der Stadt Stuttgart die Kündigung der Finanzierungsverträge und Projektverträge. Dabei bezieht sie sich auf eine neue Sachlage, d. h. die von der Deutschen Bahn bekannt gemachten Mehrkosten.
Ein weiteres Bürgerbegehren trägt den Titel: „Ausstieg der Stadt Stuttgart aus S21 aufgrund des Leistungsrückbaus durch das Projekt“. Demnach soll die Geschäftsgrundlage der Projektverträge entfallen sein, da Stuttgart 21 eine geringere Leistungsfähigkeit habe als der bestehende Hauptbahnhof.

### Infostände

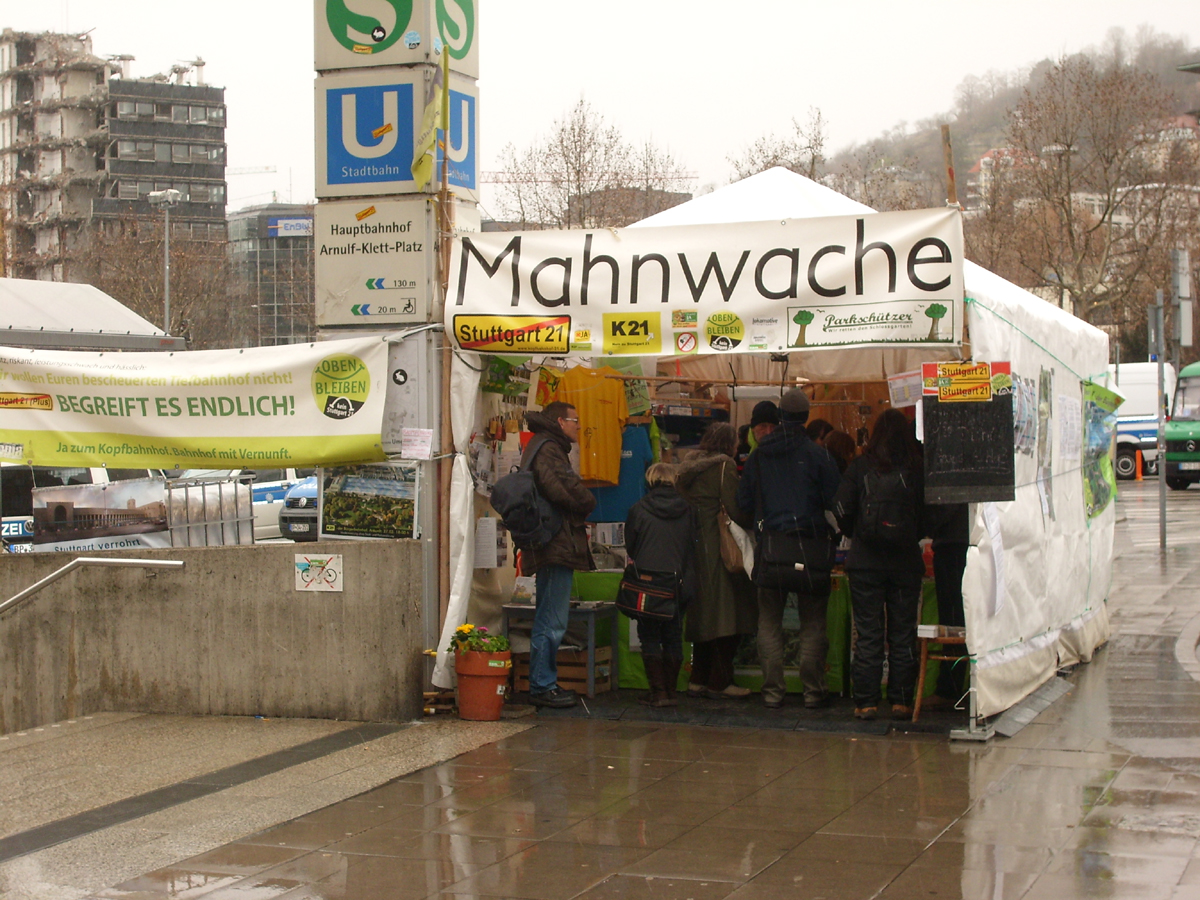
Mahnwache am Nordausgang des Hauptbahnhof

Infostände wurden seit ca. 1996 in regelmäßigen Abständen durchgeführt. Die Initiative „Leben in Stuttgart“ verteilte Flugblätter und unterstützte Betroffene bei Anhörungsverfahren.
Am 17. Juli 2010 wurde eine Mahnwache direkt vor dem Nordflügel des Hauptbahnhofs angemeldet. Bei Abrissbeginn wurde sie vor den Nordausgang verlegt und später an die Schillerstraße. Die Mahnwache ist rund um die Uhr besetzt und gilt als längste Dauermahnwache Deutschlands. Sie legt aktuelles Informationsmaterial, Bücher, Flugblätter, Buttons, Aufkleber und Unterschriftenlisten aus. Auch im Stuttgarter Vorort Vaihingen gibt es Infostände, die viele Monate lang regelmäßig durchgeführt wurden.
Beim Wahlkampf vor der Volksabstimmung zu S21 wurden Informationsstände in ganz Baden-Württemberg angemeldet. Bei einem gemeinsamen Aktionstag von Campact und dem „Landesbündnis Ja zum Ausstieg“ wurde an über 80 Orten in Baden-Württemberg Infomaterial verteilt. Über die Initiative „Infooffensive Baden-Württemberg“ konnten sich Interessierte vernetzen, Vorlagen verwenden, Infomaterial anfordern und Infotrainings bekommen.

### Demonstrationen und Kundgebungen
Die erste größere Demonstration gegen Stuttgart 21 fand am 24. September 2007 statt. Dabei demonstrierten ca. 4000 Menschen auf dem Marktplatz gegen die bevorstehende Abstimmung im Gemeinderat über die Finanzierungsvereinbarung. Wenige Tage später, am 4. Oktober 2007, bildeten einige hundert Menschen den Schriftzug „Kein S21“ vor dem Rathaus und protestierten während der Gemeinderatssitzung.
Die erste Montagsdemonstration fand am 26. Oktober 2009 mit vier Teilnehmern statt. Seitdem wurden sie an beinahe jedem Montagabend um 18 Uhr durchgeführt. Die 100. Montagsdemo fand am 21. November 2011 statt, die 200. am 2. Dezember 2013. An der 400. Montagsdemo, am 15. Januar 2018, nahmen mehr als 1000 Menschen teil. Am 3. Februar 2020 fand die 500. Montagsdemonstration mit rund 4000 Teilnehmern statt. Die Veranstalter lassen nach eigenen Angaben die montägliche Kundgebung nur unter drei Bedingungen entfallen:
1. Montag ist ein Feiertag.
2. Schwere Unwetter gefährden Demonstranten.
3. Stuttgart 21 ist beendet.

Angesichts der Corona-Krise wurde die Veranstaltung ab der 505. Demonstration am 16. März 2020 und bis zur 516. Ausgabe am 15. Juni 2020 im Internet abgehalten. Dabei wurde jeweils um 18 Uhr eine Zusammenstellung von an verschiedenen Orten aufgenommenen Rede- und Kulturbeiträgen auf YouTube abgespielt und zeitgleich von Zuschauern im Chat kommentiert. Nach Wiederaufnahme der Demonstrationen auf der Straße sollen diese live auf YouTube übertragen werden, um dem weiterhin erhöhten Bedarf an Infektionsschutz entgegenzukommen.
Die Ausdauer und Intensität des Protests gilt als einzigartig in Deutschland.
Die Teilnehmerzahlen wuchsen zunächst von Woche zu Woche an. Während der bis heute andauernden Folgeveranstaltungen verfolgten hunderte, später mehrere tausend Bürger die Kundgebung mit ihren wechselnden Rednern. Die Montagsdemos fanden meist vor oder neben dem Hauptbahnhof oder zeitweise auf dem Marktplatz statt. Immer wieder gab es Diskussionen um den Standort, sowohl innerhalb der Protestbewegung als auch gegenüber dem Ordnungsamt der Stadt Stuttgart. Ende Oktober 2010 entschied das Verwaltungsgericht Baden-Württemberg, dass eine Verlegung aus Verkehrs- und Sicherheitsgründen in der Adventszeit nicht zulässig ist. Im Dezember 2013 entschied das Gericht jedoch, dass wegen Verkehrsbeeinträchtigung eine Verlegung der Montagsdemo in eine Nebenstraße vor dem Hauptbahnhof zulässig ist.
Zusätzlich zu den Montagsdemonstrationen gab es von Juli 2010 bis März 2011 häufige, aber unregelmäßige Großkundgebungen an Samstagen mit mehreren tausend bis zehntausend Teilnehmern. Die höchste Teilnehmerzahl wurde hierbei im Oktober 2010 erreicht, an der nach Polizeiangaben 63.000 Menschen, nach Teilnehmerangaben 150.000 Personen teilnahmen. In dieser Zeit gab es Kundgebungen im Schlossgarten, spontane Demonstrationen gegen den Abriss des Nordflügels und für einen Baustopp sowie Kundgebungen in Bezug auf die Landtagswahl in Baden-Württemberg. Die Demonstrationen griffen verschiedene Themen auf, hatten unterschiedliche Ziele bzw. Standorte oder spezielle Eigenschaften (z. B. Schweigemarsch). Seit Mitte 2011 gibt es immer wieder anlassbezogen Großdemonstrationen neben den Montagsdemos, z. B. vor der Bundestagswahl 2013.
Zwischen 2011 und Ende 2014 fielen zur Absicherung der Demonstrationen bei der Polizei nach eigenen Angaben rund 106.000 Einsatzstunden bzw. Personalkosten von rund 5,5 Millionen Euro an. Bei einer durchschnittlichen Demonstration werden rund 130 Polizisten eingesetzt.

### Spezielle Formen des Protests

#### Widerstandsbaum
Der Schauspieler Walter Sittler pflanzte im Anschluss an eine Montagsdemonstration einen Baum im Schlossgarten, der „Widerstandsbaum“ genannt wurde. Der Baum war immer wieder Treffpunkt für S21-Gegner und Ziel von Demonstrationen. Im Laufe der Zeit wurden an derselben Stelle mehrere Bäume gepflanzt, da sie von Unbekannten zerstört wurden. Der erste Baum wurde vermutlich durch Salz und Toilettenreiniger abgetötet, der zweite wurde angesägt und der dritte durchgetreten.
Im Juli 2012 wurden erneut zwei Widerstandsbäume auf einem zugänglichen Bereich des Schlossgartens gepflanzt, der für die Baumaßnahmen gerodet wurde.

#### Schwabenstreich
Der Theaterregisseur Volker Lösch und Walter Sittler hatten die Idee des „Schwabenstreichs“. Dabei machten die S21-Gegner jeden Tag um 19 Uhr für eine Minute Lärm, egal an welchem Ort sie sich befinden, „um den Widerstand gegen Stuttgart 21 für die gesamte Öffentlichkeit hörbar und sichtbar zu machen.“ Am 28. Juli 2010 wurde der erste „Schwabenstreich“ auf dem Stuttgarter Marktplatz aufgeführt. Diese Protestform breitete sich im ganzen Stadtgebiet aus. Es wurden Treffpunkte vereinbart, an denen sich Menschen aus der Nachbarschaft täglich für die kurze Protestaktion trafen. Zur Erinnerung an den „Schwabenstreich“ wurde eine kostenlose Applikation für Smartphones entwickelt. Regelmäßige Protestaktionen gab es außerdem in Kirchheim/Teck, Berlin und Bremen. Vereinzelt fanden „Schwabenstreiche“ außerhalb Deutschlands statt, z. B. in New York.

#### Bauzaun
Der Bauzaun, der den Nordflügel beim Abriss umgab, wurde am 30. Juli 2010 unter Polizeischutz aufgestellt. Nach einigen Wochen war er mit Plakaten, Collagen, Texten und Objekten beklebt und behängt, wodurch die S21-Gegner ihren Protest auf empörte, ironische, polemische und kreative Weise äußerten. Der Bauzaun wird daher auch als „soziale Skulptur im Sinne von Joseph Beuys“ verstanden. Der „Protestbauzaun“ erlangte deutschlandweit Bekanntheit. Es wurden Führungen von Kunsthistorikern und Städtereisen zum Zaun angeboten. Im Dezember 2010 wurde er bereits vom Haus der Geschichte Baden-Württemberg komplett abgebaut und archiviert. Von Dezember 2011 bis April 2012 wurde er dort ausgestellt. Nach der Archivierung wurde ein weiterer Bauzaun aufgestellt, der ebenfalls beklebt wurde.

#### Urheberrechtsklage
Der Enkel des Bahnhofsarchitekten Paul Bonatz, Peter Dübbers, erhob urheberrechtliche Ansprüche an dem vom Teilabriss betroffenen Bahnhofsgebäude und reichte Anfang Februar 2010 Klage am Landgericht Stuttgart ein. Am 20. Mai 2010 wurde die Klage abgewiesen. In der Urteilsbegründung heißt es, die Abrissmaßnahmen seien zulässig, da das Erhaltungsinteresse des Urhebers hinter den Modernisierungsinteressen der Bahn zurücktreten müsse. Am 6. Oktober 2010 fand die Berufungsverhandlung statt. Der 4. Zivilsenat des Oberlandesgerichts Stuttgart wies die Klage ab, da das seit dem Tod Bonatz’ vor 54 Jahren abgeschwächte Erhaltungsinteresse hinter dem Umnutzungsinteresse der Bahn zurückzustehen habe. Es wurde keine Revision vor dem Bundesgerichtshof zugelassen. Eine Nichtzulassungsbeschwerde wurde ebenso abgewiesen wie ein Eilantrag bei dem Verwaltungsgerichtshof Baden-Württemberg im Januar 2012.
Durch eine einstweilige Verfügung hätte Dübbers den Abriss während der Dauer einer möglichen Verhandlung verhindern können. Nachdem Bahnchef Rüdiger Grube mögliche Schadenersatzforderungen in Millionenhöhe ankündigte, verzichtete Dübbers auf diesen Schritt.

### Gewaltfreie Protestaktionen und ziviler Ungehorsam
Der Protest gegen Stuttgart 21 umfasst Aktionsformen, die als gewaltfreie Protestaktionen oder ziviler Ungehorsam bezeichnet werden können, z. B. Sitzblockaden oder Ankettaktionen. Die beteiligten Personen begehen dabei bewusst Ordnungswidrigkeiten oder Straftaten, um ihrem Protest Ausdruck zu verleihen. Die Aktionen werden teilweise strafrechtlich verfolgt.
Erste gewaltfreie Aktionen wurden von der Umweltschutzorganisation Robin Wood durchgeführt, die 2008 mit einer symbolischen Baumbesetzung und Banneraktionen protestierte. Von 2010 bis 2012 machten die Kletteraktivisten immer wieder auf die Fällung der Bäume im Schlossgarten bzw. andere Kritikpunkte mit Baumbesetzungen bzw. Banneraktionen aufmerksam.
Die erste große gewaltfreie Protestaktion war die Besetzung des Nordflügels von über 50 S21-Gegnern. Da das Thema in dieser Zeit erstmals bundesweit aufgegriffen wurde, wurde auch von der spontanen Besetzung bei Abrissbeginn am 25. August 2010 von verschiedenen Medien berichtet. Weitere Aufsehen erregende Aktionen waren die Parkbesetzung von September 2010 bis Februar 2012, die maßgeblich von der Gruppe der „Parkschützer“ und Robin Wood getragen wurde.
Eine weitere wichtige Form des Protests waren regelmäßige Sitzblockaden. Sie fanden statt bei den Parkräumungen am 30. September 2010 und 15. Februar 2012, bei Abrissbeginn des Nordflügels im August 2010 und danach wöchentlich (zeitweise täglich) vor dem Bauzaun der Baustelle. Die Errichtung des Grundwassermanagements und des Rohrsystems, sowie der Abriss des Südflügels wurden ebenfalls von Sitzblockaden begleitet.
Bei verschiedenen Gelegenheiten kam es zu Ankettaktionen. Zwei Personen ketteten sich mit Fahrradschlössern am Südflügel an. Bei der Parkräumung ketteten sich zwei Personen an einem Betonfundament im Park an, um gegen Stuttgart 21 und die Baumfällungen zu protestieren.

## Beziehungen zu anderen Protestbewegungen
Die Protestbewegung gegen Stuttgart 21 hat Beziehungen zu verschiedenen anderen Protestbewegungen. Dabei tauschen sich beide Seiten inhaltlich aus, z. B. durch Redebeiträge auf Kundgebungen, mobilisieren gegenseitig für Demonstrationen oder erklären sich solidarisch.
Im Juni 2008 machte die Naturschutzorganisation Robin Wood mit einer symbolischen Baumbesetzung auf die Fällung der Bäume im Schlossgarten aufmerksam. Danach beteiligte sich Robin Wood immer wieder mit Kletteraktionen, Baumbesetzungen und Infokampagnen.
Auf einer Stuttgarter Großdemonstration im Oktober 2010 gab es einen Solidaritätsbesuch von Atomkraftgegnern inkl. Traktoren aus dem Wendland. Zudem waren einige Demonstrationen mit dem Thema verknüpft, z. B. „Oben bleiben, Abschalten, Abwählen“ kurz vor der Landtagswahl 2011.
Mit den Protesten gegen Fluglärm in Frankfurt gibt es deutliche inhaltliche und methodische Überschneidungen. Vertreter der Parkschützer waren bereits mehrmals als Gastredner auf Montagsdemonstrationen in Frankfurt.
Außerdem werden Beziehungen zu Protestbewegungen gegen große Infrastrukturprojekte in Frankreich, Italien und Rumänien unterhalten. Im Juli 2013 fand hierzu das Dritte Europäische Forum gegen unnütze und aufgezwungene Großprojekte in Stuttgart statt. Zuvor waren S21-Gegner bei Vernetzungstreffen 2011 in Italien und 2012 in Frankreich. 2014 fand das Treffen in Rumänien statt.

## Reaktionen

### Politik
Der ehemalige Ministerpräsident Baden-Württembergs, Stefan Mappus, sowie die Landtagsparteien der CDU und FDP sind Befürworter des Bahnprojekts. Am 26. September 2010 sagte Mappus in einem Interview mit dem Focus, es gebe „einen nicht unerheblichen Teil von Berufsdemonstranten“, die der Polizei das Leben schwer machten. Bei ihnen würden „Aggressivität und Gewaltbereitschaft zunehmen“. Der damalige SPD-Landeschef Nils Schmid warf Mappus daraufhin vor, Gegner zu kriminalisieren und den Konflikt dadurch zuspitzen zu wollen. Winfried Kretschmann, der ehemalige Chef der Landtagsfraktion der Grünen, warnte Mappus, die Demonstranten in eine Ecke mit Gewalttätern zu stellen. Der damalige Justizminister Ulrich Goll (FDP) warf am 4. Oktober den Stuttgart 21-Gegnern vor, aus Egoismus zu handeln. Sie seien „wohlstandsverwöhnt“ und berücksichtigten zukünftige Generationen nicht genügend. Ex-Innenminister Heribert Rech äußerte, das Anliegen der Demonstranten sei es, „es diesem Staat zu zeigen und demokratisch gefällte Entscheidungen einfach zu ignorieren“.
Die Landtagsfraktion der SPD sprach sich ebenso für Stuttgart 21 aus. Anfang September 2010 entschied sie sich jedoch, für einen verbindlichen Volksentscheid einzutreten und begründete dies mit den immer intensiver werdenden Protesten. Der bisherige Projektsprecher von Stuttgart 21, Wolfgang Drexler (SPD), trat daraufhin am 17. September mit der Begründung zurück, sein Amt sei nicht mehr mit der Haltung seiner Partei vereinbar.
Nach dem Vorschlag der SPD gab die Landesregierung ein Rechtsgutachten zur Machbarkeit eines Volksentscheids in Auftrag. Dieser ist nach Ansicht der Gutachter verfassungsrechtlich unmöglich, auch Andreas Voßkuhle, Präsident des Bundesverfassungsgerichts, hält einen nachträglichen Volksentscheid für bedenklich, da dieser ein ernsthaftes Problem für die Verwirklichung von Infrastrukturprojekten darstelle. Der Wissenschaftliche Dienst des Deutschen Bundestages hält eine Volksabstimmung und den Ausstieg aus dem Projekt hingegen rechtlich für möglich. Auch ein erneutes Gutachten, das Ende Oktober von der SPD vorgestellt wurde, hält einen Volksentscheid für durchführbar.
Bundeskanzlerin Angela Merkel lehnte Forderungen nach einem Bürgerentscheid ab und bezeichnete die Landtagswahl im März 2011 als Bürgerbefragung zu Stuttgart 21. Am 25. September 2010 sagte Merkel, man könne in Europa nicht zusammenarbeiten, wenn die Politik danach ausgerichtet werde, wie viele Menschen gerade auf der Straße stünden. Sie sei Heiner Geißler zwar dankbar für seinen Beitrag bei den Schlichtungsgesprächen, äußerte sie in einer Rede auf dem CDU-Parteitag am 15. November 2010, und sei auch ausdrücklich für Bürgerbeteiligung und Transparenz, jedoch schade es dem Prinzip der Verlässlichkeit, wenn „Großprojekte, die über Jahrzehnte hinweg geplant sind und demokratisch legitimiert wurden, plötzlich wieder in Frage gestellt werden.“
Vertreter von SPD und Grünen kritisierten diese Äußerungen. Der SPD-Vorsitzende Sigmar Gabriel verteidigte den von seiner Partei geforderten Volksentscheid zu Stuttgart 21. Ferner warnte er davor, die Landtagswahl zur S-21-Volksabstimmung hochzustilisieren, der massenhafte Protest gegen Stuttgart 21 sei „ein Signal des Misstrauens gegen die Politik“, der durch separate Volksbefragungen sowie Bürgerbeteiligung mit Elementen der direkten Demokratie zu lösen sei. Meinungsforschungsinstitute prognostizieren im Oktober 2010 Bündnis 90/Die Grünen für die Landtagswahl über 30 Prozent der Wählerstimmen als stärkste oder zweitstärkste Partei in Baden-Württemberg.
Im Laufe des Jahres 2010 erklärten verschiedene politische Gremien ihre Unterstützung für das Projekt. Neben dem Landtag und der Stadt Stuttgart bekannten sich auch die Landräte der Region Stuttgart, der Tübinger Gemeinderat und die Bürgermeister der kreisfreien Städte Baden-Württembergs (mit Ausnahme Freiburgs) zu Stuttgart 21.

### Deutsche Bahn
Bahnchef Rüdiger Grube gab am 9. September 2010 ein Interview in der Sendung SWR1 Leute. Grube zeigte sich überrascht vom Ausmaß des Protestes, lehnte einen Baustopp aber klar ab und begründete dies mit „vertraglichen Pflichten“. Am 3. Oktober 2010 sagte Grube, ein Recht auf Widerstand gegen den Bahnhofsneubau gäbe es nicht, da in Deutschland die Parlamente Entscheidungen träfen und niemand sonst. Werner Sobek, einer der Planer des Projekts, kritisiert, dass vieles, was Projektgegner als Fakten präsentieren, „in Wahrheit Mutmaßungen, Befürchtungen oder gar unseriöse Verdächtigungen“ seien.
Nach der Landtagswahl kündigte die Deutsche Bahn am 29. März 2011 an, bis zur Konstituierung einer neuen Landesregierung die Bauarbeiten und Vergaben zu unterbrechen. Das Unternehmen kündigte an „keine neuen Fakten [zu] schaffen – weder in baulicher Hinsicht noch bezüglich der Vergabe von Aufträgen“.
Auch zu obigem „Kombivorschlag“ äußerten sich der Bahnchef wie auch der Bundesverkehrsminister sofort ablehnend. Dieser Kombivorschlag sei schon vor Jahren verworfen worden und führe zu deutlich höheren Gesamtkosten.

### Wirtschaftskammern und Unternehmen der Region
Die Industrie- und Handelskammern (IHK) und Handwerkskammern in Baden-Württemberg positionierten sich auf unterschiedliche Art einhellig für das Projekt. Beispiele: Die IHK Stuttgart titelte auf ihrem Magazin „Wirtschaft freut sich auf S21“. Die IHK Ulm errichtete ein 100 m2 großes Werbeplakat, das sie nach einjährigem Rechtsstreit wieder entfernte. Die Vollversammlung der IHK Nordschwarzwald forderte eine konsequente Umsetzung von Stuttgart 21. Andererseits entstand die Initiative 'Unternehmer gegen S21', in der sich mittlerweile über 1000 Unternehmen für K21 und gegen die Kampagnen der Wirtschaftskammern einsetzen. Bei Großdemonstrationen gegen Stuttgart 21 sprachen für die Initiative Tobias Munk und Klaus Steinke. Letzterer vertrat die K21-Befürworter bei der Podiumsdiskussion der IHK mit Rüdiger Grube in der Stuttgarter Liederhalle. Prominentes Mitglied der Initiative ist der Koch Vincent Klink.

### Demonstrationen von Befürwortern

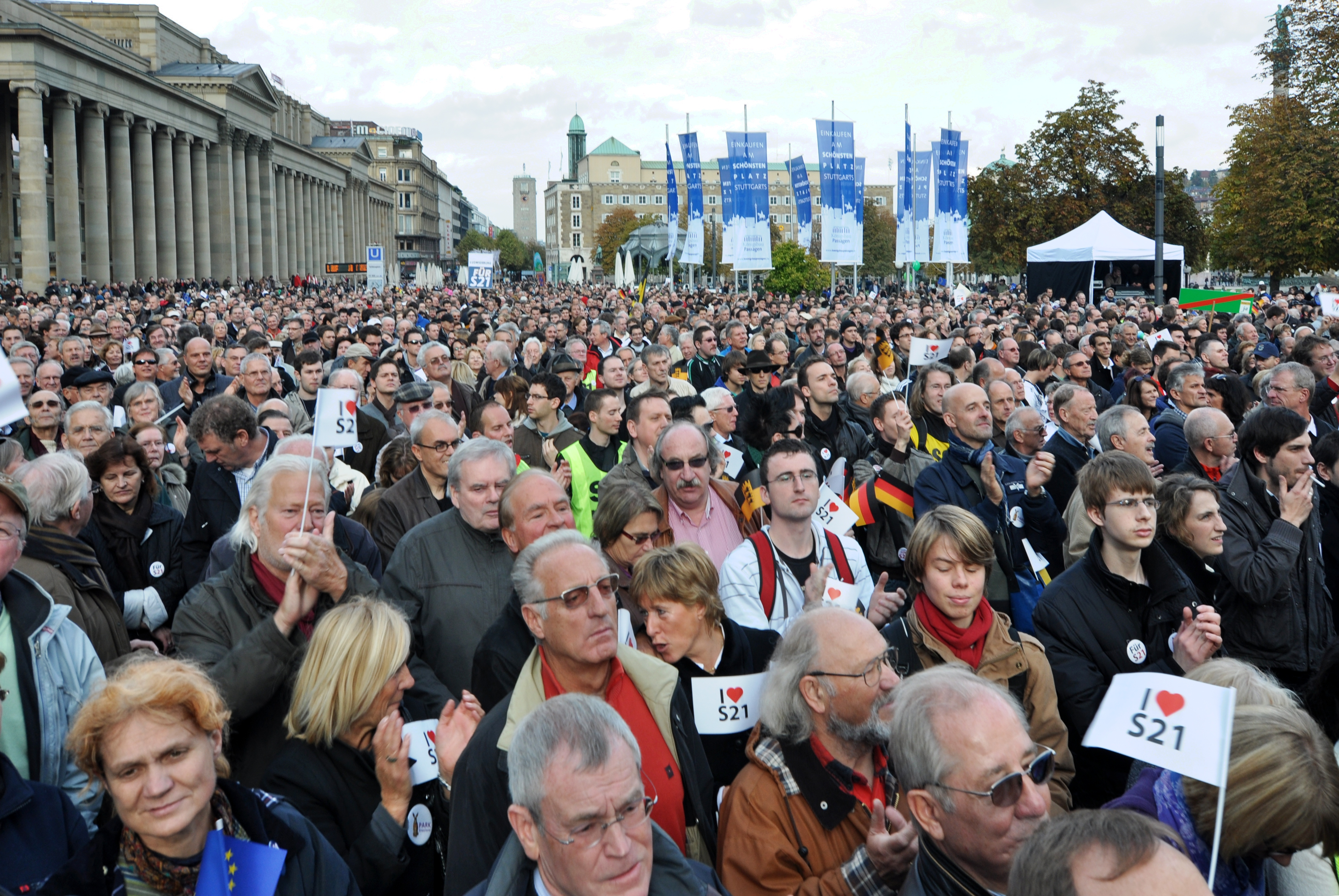
Kundgebung von Befürwortern auf dem Schloßplatz am 23. Oktober 2010

Mit Aktionen wie „Laufen für Stuttgart“ demonstrierten ab Mitte September 2010 auch Befürworter des Projekts. So trafen sich jeweils donnerstags Befürworter zum gemeinsamen Laufen, Fahrradfahren oder Inlineskaten durch den Schlosspark. Nach Angaben der Polizei beteiligten sich am 23. September über 2.000 Personen an dieser Aktion für Stuttgart 21. Die höchste Teilnehmerzahl wurde am 23. Oktober bei einer Kundgebung für Stuttgart 21 auf dem Stuttgarter Schlossplatz erreicht, an der nach Polizeiangaben 7.000 Menschen teilnahmen.
Die Kundgebung wurde danach auf den Kleinen Schloßplatz verlegt. Am 9. Dezember 2010 versammelten sich dort nach Polizeiangaben noch ca. 400 Teilnehmer.

## Filme
- Hermann G. Abmayr: Stuttgart steht auf – Porträt einer neuen Demokratiebewegung. Dokumentarfilm 2010, 160 Min.
- Václav Reischl: Oba bleiba – Wir verstehen mehr als nur Bahnhof. Dokumentarfilm 2011.
- Lisa Sperling, Florian Kläger: Stuttgart 21 – Denk mal! Dokumentarfilm 2011, 75 Min.
- Sigrun Köhler, Wiltrud Baier: Alarm am Hauptbahnhof – Auf den Straßen von Stuttgart 21. Dokumentarfilm 2011, 90 Min.